# 中国共产党中央会议列表
本列表所列为中国共产党中央机构的各类重要会议。

## 全國代表大會及中全會總表
| 会议                           | 地点       | 时间                             | 代表人数 | 党员总数 |
| ------------------------------ | ---------- | -------------------------------- | -------- | -------- |
| 中国共产党第一次全国代表大会   | 上海、嘉兴 | 1921年7月23日至7月30日以及8月2日 | 13       | 57       |
| 中国共产党第二次全国代表大会   | 上海       | 1922年7月16日至23日              | 12       | 195      |
| 中国共产党第三次全国代表大会   | 广州       | 1923年6月12日至20日              | 30余     | 420      |
| 中国共产党第四次全国代表大会   | 上海       | 1925年1月11日至22日              | 20       | 994      |
| 中国共产党第五次全国代表大会   | 武汉       | 1927年4月27日至5月9日            | 82       | 57967    |
| 中国共产党第六次全国代表大会   | 莫斯科     | 1928年6月18日至7月11日           | 34       | 13万     |
| 中共六届一中全会               | 莫斯科     | 1928年7月19日                    |          |          |
| 中共六届二中全会               | 上海       | 1929年6月25日至30日              |          |          |
| 中共六届三中全会               | 上海       | 1930年9月24日至28日              |          |          |
| 中共六届四中全会               | 上海       | 1931年1月7日                     |          |          |
| 中共六届五中全会               | 瑞金       | 1934年1月15日至18日              |          |          |
| 中国共产党苏区代表会议         | 延安       | 1937年5月2日至14日               |          |          |
| 中共六届六中全会               | 延安       | 1938年9月29日至11月6日           |          |          |
| 中共六届七中全会               | 延安       | 1944年5月21日至1945年4月20日     |          |          |
| 中国共产党第七次全国代表大会   | 延安       | 1945年4月23日至6月11日           | 755      | 121万    |
| 中共七届一中全会               | 延安       | 1945年6月19日                    |          |          |
| 中共七届二中全会               | 西柏坡     | 1949年3月5日至13日               |          |          |
| 中共七届三中全会               | 北京       | 1950年6月6日至9日                |          |          |
| 中共七届四中全会               | 北京       | 1954年2月6日至10日               |          |          |
| 中国共产党全国代表会议         | 北京       | 1955年3月21日至31日              |          |          |
| 中国共产党第八次全国代表大会   | 北京       | 1956年9月15日至27日              | 1026     | 1073万   |
| 中共八届一中全会               | 北京       | 1956年9月28日                    |          |          |
| 中共八届二中全会               | 北京       | 1956年11月10日至15日             |          |          |
| 中共八届三中全会               | 北京       | 1957年9月20日至10月9日           |          |          |
| 中共八届四中全会               | 北京       | 1958年5月3日                     |          |          |
| 中共八届五中全会               | 北京       | 1958年5月25日                    |          |          |
| 中共八届六中全会               | 武昌       | 1958年11月28日至12月10日         |          |          |
| 中共八届七中全会               | 上海       | 1959年4月2日至5日                |          |          |
| 中共八届八中全会               | 庐山       | 1959年8月2日至16日               |          |          |
| 中共八届九中全会               | 北京       | 1961年1月14日至18日              |          |          |
| 中共八届十中全会               | 北京       | 1962年9月24日至27日              |          |          |
| 中共八届十一中全会             | 北京       | 1966年8月1日至12日               |          |          |
| 中共八届十二中全会             | 北京       | 1968年10月13日至31日             |          |          |
| 中国共产党第九次全国代表大会   | 北京       | 1969年4月1日至24日               | 1512     | 2200万   |
| 中共九届一中全会               | 北京       | 1969年4月28日                    |          |          |
| 中共九届二中全会               | 庐山       | 1970年8月23日至9月6日            |          |          |
| 中国共产党第十次全国代表大会   | 北京       | 1973年8月24日至28日              | 1249     | 2800万   |
| 中共十届一中全会               | 北京       | 1973年8月30日                    |          |          |
| 中共十届二中全会               | 北京       | 1975年1月8日至10日               |          |          |
| 中共十届三中全会               | 北京       | 1977年7月16日至21日              |          |          |
| 中国共产党第十一次全国代表大会 | 北京       | 1977年8月12日至18日              | 1510     | 3500万   |
| 中共十一届一中全会             | 北京       | 1977年8月19日                    |          |          |
| 中共十一届二中全会             | 北京       | 1978年2月18日至23日              |          |          |
| 中共十一届三中全会             | 北京       | 1978年12月18日至22日             |          |          |
| 中共十一届四中全会             | 北京       | 1979年9月25日至28日              |          |          |
| 中共十一届五中全会             | 北京       | 1980年2月23日至29日              |          |          |
| 中共十一届六中全会             | 北京       | 1981年6月27日至29日              |          |          |
| 中共十一届七中全会             | 北京       | 1982年8月6日                     |          |          |
| 中国共产党第十二次全国代表大会 | 北京       | 1982年9月1日至11日               | 1545     | 3965万   |
| 中共十二届一中全会             | 北京       | 1982年9月12日至13日              |          |          |
| 中共十二届二中全会             | 北京       | 1983年10月11日至12日             |          |          |
| 中共十二届三中全会             | 北京       | 1984年10月20日                   |          |          |
| 中共十二届四中全会             | 北京       | 1985年9月16日                    |          |          |
| 中国共产党全国代表会议         | 北京       | 1985年9月18日至23日              |          |          |
| 中共十二届五中全会             | 北京       | 1985年9月24日                    |          |          |
| 中共十二届六中全会             | 北京       | 1986年9月28日                    |          |          |
| 中共十二届七中全会             | 北京       | 1987年10月20日                   |          |          |
| 中国共产党第十三次全国代表大会 | 北京       | 1987年10月25日至11月1日          | 1936     | 4600万   |
| 中共十三届一中全会             | 北京       | 1987年11月2日                    |          |          |
| 中共十三届二中全会             | 北京       | 1988年3月15日至19日              |          |          |
| 中共十三届三中全会             | 北京       | 1988年9月26日至30日              |          |          |
| 中共十三届四中全会             | 北京       | 1989年6月23日至24日              |          |          |
| 中共十三届五中全会             | 北京       | 1989年11月6日至9日               |          |          |
| 中共十三届六中全会             | 北京       | 1990年3月9日至12日               |          |          |
| 中共十三届七中全会             | 北京       | 1990年12月25日至30日             |          |          |
| 中共十三届八中全会             | 北京       | 1991年11月25日至29日             |          |          |
| 中共十三届九中全会             | 北京       | 1992年10月5日至9日               |          |          |
| 中国共产党第十四次全国代表大会 | 北京       | 1992年10月12日至18日             | 1989     | 5100万   |
| 中共十四届一中全会             | 北京       | 1992年10月19日                   |          |          |
| 中共十四届二中全会             | 北京       | 1993年3月5日至7日                |          |          |
| 中共十四届三中全会             | 北京       | 1993年11月11日至14日             |          |          |
| 中共十四届四中全会             | 北京       | 1994年9月25日至28日              |          |          |
| 中共十四届五中全会             | 北京       | 1995年9月25日至28日              |          |          |
| 中共十四届六中全会             | 北京       | 1996年10月7日至10日              |          |          |
| 中共十四届七中全会             | 北京       | 1997年9月6日至9日                |          |          |
| 中国共产党第十五次全国代表大会 | 北京       | 1997年9月12日至18日              | 2074     | 5900万   |
| 中共十五届一中全会             | 北京       | 1997年9月19日                    |          |          |
| 中共十五届二中全会             | 北京       | 1998年2月25日至26日              |          |          |
| 中共十五届三中全会             | 北京       | 1998年10月12日至14日             |          |          |
| 中共十五届四中全会             | 北京       | 1999年9月19日至22日              |          |          |
| 中共十五届五中全会             | 北京       | 2000年10月9日至11日              |          |          |
| 中共十五届六中全会             | 北京       | 2001年9月24日至26日              |          |          |
| 中共十五届七中全会             | 北京       | 2002年11月3日至5日               |          |          |
| 中国共产党第十六次全国代表大会 | 北京       | 2002年11月8日至14日              | 2114     | 6600万   |
| 中共十六届一中全会             | 北京       | 2002年11月15日                   |          |          |
| 中共十六届二中全会             | 北京       | 2003年2月24日至26日              |          |          |
| 中共十六届三中全会             | 北京       | 2003年10月11日至14日             |          |          |
| 中共十六届四中全会             | 北京       | 2004年9月16日至9月19日           |          |          |
| 中共十六届五中全会             | 北京       | 2005年10月8日至11日              |          |          |
| 中共十六届六中全会             | 北京       | 2006年10月8日至11日              |          |          |
| 中共十六届七中全会             | 北京       | 2007年10月9日至12日              |          |          |
| 中国共产党第十七次全国代表大会 | 北京       | 2007年10月15日至21日             | 2213     | 7336.3万 |
| 中共十七届一中全会             | 北京       | 2007年10月22日                   |          |          |
| 中共十七届二中全会             | 北京       | 2008年2月25日至27日              |          |          |
| 中共十七届三中全会             | 北京       | 2008年10月9日至12日              |          |          |
| 中共十七届四中全会             | 北京       | 2009年9月15日至18日              |          |          |
| 中共十七届五中全会             | 北京       | 2010年10月15日至18日             |          |          |
| 中共十七届六中全会             | 北京       | 2011年10月15日至18日             |          |          |
| 中共十七届七中全会             | 北京       | 2012年11月1日至4日               |          |          |
| 中国共产党第十八次全国代表大会 | 北京       | 2012年11月8日至14日              | 2270     | 8260.2万 |
| 中共十八屆一中全會             | 北京       | 2012年11月15日                   |          |          |
| 中共十八屆二中全會             | 北京       | 2013年2月26日至28日              |          |          |
| 中共十八屆三中全會             | 北京       | 2013年11月9日至12日              |          |          |
| 中共十八屆四中全會             | 北京       | 2014年10月20日至23日             |          |          |
| 中共十八屆五中全會             | 北京       | 2015年10月26日至29日             |          |          |
| 中共十八屆六中全會             | 北京       | 2016年10月24日至27日             |          |          |
| 中共十八屆七中全會             | 北京       | 2017年10月11日至14日             |          |          |
| 中国共产党第十九次全国代表大会 | 北京       | 2017年10月18日至24日             | 2280     | 8900万   |
| 中共十九届一中全会             | 北京       | 2017年10月25日                   |          |          |
| 中共十九届二中全会             | 北京       | 2018年1月18日至19日              |          |          |
| 中共十九届三中全会             | 北京       | 2018年2月26日至28日              |          |          |
| 中共十九届四中全会             | 北京       | 2019年10月28日至31日             |          |          |
| 中共十九届五中全会             | 北京       | 2020年10月26日至29日             |          |          |
| 中共十九届六中全会             | 北京       | 2021年11月8日至11日              |          |          |
| 中共十九届七中全会             | 北京       | 2022年10月9日至12日              |          |          |
| 中国共产党第二十次全国代表大会 | 北京       | 2022年10月16日至22日             |          |          |
| 中共二十届一中全会             | 北京       | 2022年10月23日                   |          |          |
| 中共二十届二中全会             | 北京       | 2023年2月26日至28日              |          |          |

## 會議列表
以粉底衬托的会议为临时会议或紧急会议。以蓝底衬托的会议为全国代表大会。
| 名称                                                                 | 举办地      | 时间                                          | 主持人 （开幕式主持人）                                                | 内容 | 会议性质                                                                    |
| -------------------------------------------------------------------- | ----------- | --------------------------------------------- | ---------------------------------------------------------------------- | --- | --------------------------------------------------------------------------- |
| 共产主义小组代表会议                                                 | 上海        | 1921年3月                                     | -                                                                      | 在俄共远东局和共产国际的建议和支持下，肃清各地共产主义组织中的无政府主义者的大会。发表关于共产主义组织的宗旨和原则的《宣言》，制定临时性《纲领》。 | 共产主义小组代表会议                                                        |
| 中国共产党第一次全国代表大会                                         | 上海 嘉兴   | 1921年7月23日-7月30日（上海）；8月2日（嘉兴） | 张国焘                                                                 | 通过了中国共产党的纲领，规定了党的奋斗目标、民主集中制的组织原则和党的纪律，通过了当前实际工作的决议，确定了党成立后的中心任务。选举了中国共产党中央局委员。 | 全国代表大会                                                                |
| 中央九月扩大会议                                                     | 上海        | 1921年9月                                     | 陈独秀                                                                 | 讨论如何推动工人运动与产业工人区域建立党与团的组织等问题。共产国际代表马林作关于工人运动的报告，各地代表作当地工人生活问题报告。制定了工作计划，调整中国劳动组合书记部北方分部组织机构及人选等。决定将山东分部与北方分部合并，调王尽美到北京工作。 | 中央扩大会议                                                                |
| 广州会议                                                             | 广州        | 1922年4月底                                   | 陈独秀                                                                 | 讨论中国共产党对国民党的关系问题。陈独秀报告了劳动大会和青年团大会的意义和国共关系问题。少共国际代表达林强调建立反帝统一战线的必要性，并进一步提出在保持共产党的政治独立性的条件下加入国民党的问题。会议未能就加入国民党问题作出议决，但大多数与会者同意建立国共合作统一战线的基本方针，标志着共产党对国民党的政策开始转变。 | 党、团负责干部会议                                                          |
| 中国共产党第二次全国代表大会                                         | 上海        | 1922年7月16日-7月23日                         | 陈独秀                                                                 | 通过了《中国共产党第二次全国代表大会宣言》、《中国共产党第二次全国代表大会决议案》（包括《关于“民主的联合战线”的决议案》、《加入第三国际的决议案》等）和《中国共产党章程》。明确提出了党的最高纲领和最低纲领。通过了加入共产国际的决议。选举了中央执行委员会委员。 | 全国代表大会                                                                |
| 西湖会议                                                             | 杭州        | 1922年8月28日-8月30日                         | 陈独秀                                                                 | 讨论与国民党合作问题。共产国际代表马林传达了共产国际的7月决定和8月《给共产国际驻中国特派代表的指示》。会议接受了共产国际关于中共党员加入国民党的提议，但对马林关于全体党员加入国民党的提议作了部分修正，只决定中共少数负责人以个人身份加入国民党，同时劝说全体党员加入国民党。会议对张国焘为首的“小团体”活动提出批评。决定出版中共中央机关刊物《向导》周报 | 中央特别会议                                                                |
| 中国共产党第三次全国代表大会                                         | 广州        | 1923年6月12日-6月20日                         | 陈独秀                                                                 | 通过了《中国共产党第三次全国大会宣言》、《中国共产党第三次全国大会决议案》、《中国共产党第一次修正章程》。讨论了有关国共合作的问题，并决定与中国国民党合作。共产党员以个人身份加入国民党，同时保持中共的独立性。选举了中央执行委员会委员。 | 全国代表大会                                                                |
| 中国共产党第三届中央执行委员会第一次会议                             | 上海        | 1923年11月24-11月25日                         | -                                                                      | 会议共10项议程：(1)中央局报告“三大”后进行事项；(2)各委员报告地方工作情形；(3)国民运动进行计划；(4)劳动运动进行方针；(5)教育宣传问题；(6)共产国际第五次代表大会准备事件；(7)郭平伯、郭寄生、周无为、张子余、张绍康、陈天党籍问题；(8)胡鄂公等党籍问题；(9)党证问题；(10)中央局会计报告。中央局、各地委员及社会主义青年团作报告。通过了《国民运动进行计划决议案》、《劳动运动进行方针议决案》、《教育宣传问题议决案》等文件。会议在中国共产党对国民党的关系问题上取得了积极进展。 | 中央执行委员会会议                                                          |
| 中共中央和社会主义青年团中央联席会议                                 | 上海        | 1924年1月1日                                  | 陈独秀                                                                 | 总结共产党在国民党改组中的作用，进一步统一中国共产党在国民党一大上对国共合作关系的态度。鲍罗廷作报告。陈独秀作《关于国民党改组工作》的报告。会议通过了决议。 | 中央联席会议                                                                |
| 中国共产党党团会议                                                   | 广州        | 1924年1月18日                                 | -                                                                      | 出席中国国民党第一次全国代表大会的中国共产党党团为明确在该大会上及国民党中的工作方针而召开。鲍罗廷作报告。党团书记谭平山等也作了发言。 | 中国共产党党团会议                                                          |
| 中国共产党第三届中央执行委员会第二次会议                             | -           | 1924年2月                                     | -                                                                      | 通过了《同志们在国民党工作及态度决议案》，阐述了国共合作的必要性和在国民党内的工作方针，要求党员避免同国民党右派冲突。 | 中央执行委员会会议                                                          |
| 第一次中央执行委员会扩大会议                                         | 上海        | 1924年5月10-5月15日                           | 陈独秀                                                                 | 陈独秀代表中央局作工作报告。各地地委或区委在会上分别报告。通过了《此次扩大执行委员会之意义》及《共产党在国民党内的工作问题议决案》、《工会运动问题议决案》、《S．Y．工作与C．P．关系议决案》、《党内组织及宣传教育问题议决案》、《农民兵士间的工作问题议决案》等文件。会议确定在国民党内以宣传工作为主，把国民党与共产党的组织分开；认识到工人运动是党的根本工作；重视青年运动，明确了青年团的责任；开始注意农民运动。 | 中央执行委员会扩大会议                                                      |
| 中国共产党第四次全国代表大会                                         | 上海        | 1925年1月11日-1月22日                         | 陈独秀                                                                 | 通过了《关于中央执行委员会的报告》、《中国共产党第四次全国代表大会宣言》、《中国共产党第四次全国代表大会决议案》、《中国共产党第二次修正章程》。讨论了党如何加强对革命运动的领导以及党在组织和群众工作上如何准备的问题。选举了中央执行委员会委员。 | 全国代表大会                                                                |
| 上海紧急会议                                                         | 上海        | 1925年5月28日、5月30日、5月31日               | 陈独秀                                                                 | 五卅运动前后紧急讨论行动方针。5月28日作出了《扩大反帝运动和组织五卅大示威》的四项决议。5月30日五卅惨案发生后，上海总工会委员长李立三及在上海总工会工作的刘华汇报工运情况，上海区委负责人王一飞、罗亦农汇报学运情况。决定由瞿秋白、蔡和森、李立三和刘华等组织行动委员会，建立各阶级的统一战线，发动工人罢工、学生罢课、商人罢市，一致向帝国主义反击。决定由共产党人李立三、刘华等主持，公开成立上海总工会。5月31日晚中共中央再次开会，通过了由蔡和森提出的新的战斗任务：成立工商学联合会总体领导上海人民的革命斗争，把“三罢”革命斗争推广到全国各大城市。决定创办中央机关报《热血日报》，瞿秋白任责任编辑。 | 中央联席会议（中共中央和上海地委）（5月28日） 中央紧急会议（5月30日、31日） |
| 第二次中央执行委员会扩大会议                                         | 北京        | 1925年9月28日-10月2日                         | 陈独秀                                                                 | 为应对国民党右派戴季陶主义出笼和左派领袖廖仲恺遇刺事件后的形势而召开。陈独秀代表中央局作报告。各地代表作工作报告。通过了《中国现时的政局与共产党的职任议决案》、《组织问题议决案》、《宣传问题议决案》、《职工运动议决案》、《中国共产党与中国国民党关系议决案》、《蒙古问题议决案》、《中局报告议决案》、《京区报告议决案》、《粤区报告议决案》、《湘区报告议决案》、《河南报告议决案》、《山东报告议决案》、《湖北报告议决案》、《救济问题议决案》等，10月10日发表了《告农民书》。 | 中央执行委员会扩大会议                                                      |
| 北京特别会议                                                         | 北京        | 1926年2月21-2月24日                           | -                                                                      | 通过：1.关于现时政局与共产党的主要职任议决案；2．中央地址问题；3．国民党工作问题；4．北方区政治军事工作问题；5．广东问题；6．三特区工作问题（“三特区”指热河、察哈尔、绥远）；7．河南问题；8．铁总问题；9．五一节在广州召集第三次劳动代表大会、第一次农民代表大会、第一次革命军人代表大会问题；10．开办最高党校问题；11．应付目前北方战争的宣传问题。会议确定了党从各方面准备广东政府的北伐和北伐中的政纲应以解决农民问题作主干这两大任务。陈独秀因病未出席。 | 中央特别会议                                                                |
| 第三次中央执行委员会扩大会议                                         | 上海        | 1926年7月12-7月18日                           | 陈独秀                                                                 | 陈独秀作了《中央政治报告》。通过了《中央政治报告》、《中国共产党与国民党关系问题议决案》、《关于宣传工作议决案》、《组织问题议决案》、《职工运动议决案》、《农民运动议决案》、《对于红枪会运动议决案》、《商人运动议决案》、《学生运动议决案》、《对于中国共产主义青年团工作议决案》、《军事运动议决案》、《对于广东农民运动议决案》、《上海工作计划决议案》等15项决议。7月12日发表了《中共中央第五次对于时局的主张》。8月4日发出了坚决清洗混入党内的投机腐化分子的通告。会议分析了当前形势和北伐，在分析国民党内部派别时首次正式在党的文件中将蒋介石归入“新右派”代表人物，对农民运动进行了限制，开始重视军事运动。 | 中央执行委员会扩大会议                                                      |
| 共产国际远东局与中共广东区委会议                                     | 广州        | 1926年8月12日                                 | -                                                                      | 讨论共产党人同国民党左派的关系、中共中央与国民党中央的党际间会议、组织问题和农民问题。共产国际远东局委员会成员维经斯基、拉菲斯与中共广东区委成员陈延年、张太雷、黄平等与会并交换了意见。 | 共产国际远东局联席会议                                                      |
| 中共中央特别委员会、中共中央代表团和共产国际执行委员会远东局联席会议 | 广州        | 1926年8月20日                                 | 张国焘                                                                 | 由于在如何评价三·二〇事件后中国政治形势、国民党现状和国共两党关系，中共中央同中共广东区委、广东区委同鲍罗廷之间存在不同认识，同时国民党提议在占领武昌前后召开紧急代表大会讨论行动计划，故召开。8月19日共产国际远东局与中共中央代表团开会初步交换意见。8月20日张国焘主持召开中共中央特别委员会、中共中央代表团和共产国际远东局联席会议，瞿秋白首先代表中共中央作正式通报，会议讨论了国共党际间会议，提出了对国民党的策略。8月26日再次举行联席会议，瞿秋白宣布由会议选出的委员会就党际间会议、召开国民党非常代表大会、左派和共产党人在国民党代表大会召开前的行动纲领作出的决定。 | 共产国际远东局联席会议                                                      |
| 共产国际执行委员会远东局委员与中共中央执行委员会委员联席会议         | 上海        | 1926年9月16日                                 | -                                                                      | 维经斯基代表共产国际远东局俄国委员作关于广东政治关系和党派关系调查结果的报告，陈独秀作关于中国总的政治局势的报告。通过《共产国际执行委员会远东局委员与中共中央执行委员会委员联席会议决议》，决定不急于召回汪精卫，希望左派与蒋介石进行合作，通过政治纲领动员左派，广东的工作方针，在北伐占领的省区争取建立经选举产生的政权并召开省国民会议和实行民主自由。 | 共产国际远东局委员联席会议                                                  |
| 中共中央政治局委员和共产国际远东局委员联席会议                       | 上海        | 1926年9月20日                                 | -                                                                      | 讨论4项问题：1、关于对赴汉口代表团的指示。2、关于党的政治工作和组织工作计划。3、关于妇女工作。4、关于军事工作。会议未能就对赴汉口同蒋介石谈判调和汪、蒋矛盾的代表团的指示通过专门决议。 | 共产国际远东局委员联席会议                                                  |
| 共产国际执行委员会远东局委员与中共中央执行委员会委员联席会议         | 上海        | 1926年10月28日                                | -                                                                      | 总结上海工人第一次武装起义失败的原因及经验教训。决定根据维经斯基的“使整个无产阶级都被吸引到行将到来的斗争中”、“一定要把中小资产阶级吸引到斗争中来”的结论的精神和陈独秀关于更仔细地进行军事发动准备的补充修改意见准备第二次武装起义。 | 共产国际远东局委员联席会议                                                  |
| 汉口特别会议                                                         | 汉口        | 1926年12月13日                                | 陈独秀                                                                 | 为挽救革命联合战线破裂而召开。陈独秀作了以中国共产党同国民党关系为中心内容的《政治报告》。通过了《政治报告议决案》、《关于国民党左派问题议决案》、《关于湘鄂赣三省农运议决案》、《关于三省国民党工作议决案》等。最后中央政治局与共产国际代表维经斯基、鲍罗廷举行联席会议，通过了《政治问题议决案》；党中央委员会还通过了《关于职工运动议决案》。会议决定以限制工农运动换取革命联合战线不破裂。 | 中央政治局特别会议                                                          |
| 中央特委会议                                                         | 上海        | 1927年3月5日                                  | 陈独秀                                                                 | 为上海工人第三次武装起义进行准备，确定起义指挥人员，确定起义后即将成立的市民会议、市政府人员名单。该会议是为本次起义而成立的特别委员会会议。 | 特别委员会会议                                                              |
| 中央局会议                                                           | 汉口        | 1927年4月20日                                 | 陈独秀                                                                 | 四·一二政变后，听取陈独秀作关于他同汪精卫和谭延闿谈话情况的通报。 | 中央局会议                                                                  |
| 中国共产党第五次全国代表大会                                         | 武汉        | 1927年4月27日-5月9日                          | 陈独秀                                                                 | 通过了《中国共产党接受共产国际第七次大会关于中国问题决议案之决议》、《政治形势与党的任务决议案》、《土地问题决议案》、《职工运动决议案》、《组织问题决议案》、《对于共产主义青年团工作决议案》，以及《中国共产党第五次全国代表大会宣言》。发表了《为“五一”节纪念告世界无产阶级书》和《为“五一”节纪念告中国民众书》。通过了对陈独秀“右倾”政策的批评。选举了中央委员以及候补中央委员。首次選舉產生了中央監察委員會 | 全国代表大会                                                                |
| 中共中央政治局和共产国际代表联席会议                                 | 汉口        | 1927年5月12-5月13日                           | 陈独秀                                                                 | 讨论共产党和国民党左派的相互关系。陈独秀、张国焘、蔡和森和维经斯基、鲍罗廷、罗易等的讨论显示在对待国民党问题认识上存在着分歧。 | 中央政治局联席会议                                                          |
| 中共中央政治局会议                                                   | 汉口        | 1927年6月7日                                  | 陈独秀                                                                 | 马日事变发生后，5月18日至30日召开的共产国际执行委员会第八次全体会议通过了《关于中国问题的决议》，其间共产国际给中共发来指示，要求开展土地革命，没收地主土地；提拔一批工农领袖参加领导，改造国民党领导机关；动员中共党员和革命工农组成军队；组织革命军事法庭惩办反动军官。中央政治局开会讨论答复该指示，结果对该紧急指示采取了拒绝的态度。 | 中央政治局会议                                                              |
| 中共中央政治局会议                                                   | 汉口        | 1927年6月15日                                 | 陈独秀                                                                 | 通过共产国际代表罗易的说服，为执行共产国际的五月紧急指示，共产党和国民党举行了谈判，决定以共同纲领为基础调整两党间的关系。故罗易应中共中央政治局的请求起草了《中国国民革命纲领草案》。6月15日中央政治局开会讨论共产国际的电报和对国民党应采取的方针。陈独秀根据政治局意见提出了《致共产国际电》。该电报和罗易提出的《中国国民革命纲领草案》一起被会议通过。 | 中央政治局会议                                                              |
| 中共中央政治局会议                                                   | 汉口        | 1927年6月26日                                 | 陈独秀                                                                 | 中共中央政治局与共产国际代表召开联席会议，讨论政治形势和共产党的任务。决定由瞿秋白和张国焘负责起草给共产国际的电报。 | 中央政治局联席会议                                                          |
| 中央扩大会议                                                         | 武汉        | 1927年7月3日                                  | -                                                                      | 通过《关于国共两党关系决议案》(即“国共关系十一条”)，承认汪精卫等控制的国民党“当然处于国民革命之领导地位”，企图通过妥协退让拉拢汪精卫。 | 中央扩大会议                                                                |
| 中共中央临时政治局会议                                               | 汉口        | 1927年7月12日                                 | 鲍罗廷                                                                 | 根据共产国际改组中共中央领导的训令，决定让陈独秀去共产国际讨论中国革命问题，不让其参加会议。陈独秀拒不服从该决定，向党中央提出辞职，从此离开了中央领导岗位。会议通过了共产党退出武汉政府的声明，并于次日登上报纸。根据共产国际的指示，成立了中央临时政治局常务委员会代行中央政治局职权，成员有张国焘、周恩来、李维汉、李立三、张太雷。 | 中央临时政治局会议                                                          |
| 中共中央临时政治局常委会会议                                         | 武汉        | 1927年7月13日-7月26日                         | -                                                                      | 7月13日党中央发表《对政局宣言》。中央临时政治局常委会从7月13日至26日连续召开会议。会议期间，汪精卫于7月15日公开“分共”，发动七·一五政变。该会议初步总结了“大革命失败”的教训，讨论通过了挽救革命的三项重大决策：武装反抗国民党，独立领导农民进行土地革命，召开一次中央紧急会议。 | 中央临时政治局常委会会议                                                    |
| 八七会议                                                             | 汉口        | 1927年8月7日                                  | 罗明纳兹                                                               | 讨论共产国际代表的报告并通过了《中共“八七”会议告全党党员书》，讨论瞿秋白报告并通过了《最近农民斗争的议决案》、《最近职工运动议决案》、《党的组织问题议决案》。改组中央政治局，选举产生了新的“中央临时政治局”。确定了今后的总方针：土地革命和武装反抗中国国民党。 | 中央紧急会议（因出席的中央委员不到半数）                                    |
| 中共中央临时政治局会议                                               | -           | 1927年9月19日                                 | -                                                                      | 通过《关于“左派国民党”及苏维埃口号问题决议案》，决定彻底放弃国民党的旗帜，对于《中国共产党的政治任务与策略的议决案》（八月决议）中关于苏维埃问题亦作了相应的改变，指出在革命斗争新的高潮中应成立苏维埃。 | 中央临时政治局会议                                                          |
| 中共中央临时政治局扩大会议                                           | 上海        | 1927年11月9日-11月10日                        | 瞿秋白（实际为罗明纳兹）                                               | 通过了罗明纳兹起草的《中国现状与共产党的任务决议案》，以及《最近组织问题的重要任务议决案》、《政治纪律决议案》、《关于第六次全国代表大会之决议》、《关于土地问题党纲草案的决议》、《中国共产党土地问题党纲草案》等文件。《职工运动决议案》来不及讨论，故由职工运动委员会讨论通过后交临时政治局审定公布。增选周恩来、罗亦农为中央临时政治局常务委员会委员。决定派陈独秀、苏兆征、李立三为代表赴共产国际。该会议对党中央机构组织和各级干部组成进行了重大改变。 | 中央临时政治局扩大会议                                                      |
| 中国共产党第六次全国代表大会                                         | 莫斯科      | 1928年6月18日-7月11日                         | 瞿秋白                                                                 | 瞿秋白作《中国革命与共产党》的政治报告、周恩来作组织问题和军事问题的报告、共产国际代表布哈林作《中国革命与中共任务》的报告。通过政治、军事、组织、土地问题、农民问题和职工运动等14项决议案。这些决议案认为中国社会的性质仍然是半殖民地半封建社会；现阶段中国革命的性质是资产阶级民主革命；目前的政治形势正处于两个革命高潮之间，因此，中共党的总任务现时不是进攻，而是争取群众、准备暴动，以城市工作为全党工作的中心。制定了中国革命现阶段的十大政纲。选举了中央委员以及候补中央委员。 | 全国代表大会                                                                |
| 中国共产党第六届中央委员会第一次全体会议                             | 莫斯科      | 1928年7月19日                                 | 向忠发                                                                 | 选举产生了中央领导机构。 | 中央委员会全体会议                                                          |
| 中国共产党第六届中央委员会第二次全体会议                             | 上海        | 1929年6月25日-6月30日                         | -                                                                      | 聽取了關於政治、組織、農民、土地問題等方面的報告。通過了《關於中央政治局工作報告的決議》、《政治決議案》、《組織問題決議案》、《宣傳工作決議案》、《職工運動決議案》、《告紅軍將領士兵同志書》、《關於德國及其他各國黨內右傾派別的決議》、《告柏林無產階級書》、《致在獄同志及死難同志與在獄家屬書》及《中國共產黨中央執行委員會第二次全體會議宣言》等文件。確定了以后鬥爭的路線和策略，提出了加強反帝反軍閥鬥爭，繼續深入土地革命，開展游擊戰爭，擴大蘇維埃區域，建立和擴大紅軍等15項政治任務。批准了中央政治局開除王藻文中央委員和開除王仲一候補中央委員的決定。補選惲代英等為中央委員。 | 中央委员会全体会议                                                          |
| 中共中央政治局会议                                                   | -           | 1929年11月15日                                | -                                                                      | 通过《关于开除陈独秀党籍并批准江苏省委开除彭述之、汪泽楷、马玉夫、蔡振德四人党籍决议案》，并通报全党。 | 中央政治局会议                                                              |
| 全国苏维埃区域代表大会                                               | 上海        | 1930年5月20日-5月23日                         | -                                                                      | 1930年2月4日，中共中央发布第六十八号通告《关于召开全国苏维埃区域代表大会》。中共中央和中华全国总工会联合成立了大会筹备处。5月5日至10日举行了预备会议，听取了政治报告，关于职工运动与全国工人斗争趋势的报告，关于农民运动的报告，关于红军的报告，关于苏维埃的报告，关于土地法劳动法令的报告，关于反对帝国主义反对国民党的报告等，并初步通过了有关各项决议草案。5月20日起举行正式会议。李立三代表中国共产党作政治报告，并作《土地法令报告》，王宏作了《关于苏维埃组织法报告》，项英作了《关于劳动保护法令报告》，王太沧作了《红军问题报告》等。通过了《全国苏维埃区域代表大会宣言》和《目前革命形势与苏维埃区域的任务》、《苏维埃的组织法》、《劳动保护法》、《暂行土地法令》、《红军及武装农民扩大计划》等重要决议，以及众多文告。会议是为今后组织全国性中央政权而进行的带有准备会性质的会议。 | 全国苏维埃区域代表大会                                                      |
| 全国红军代表会议                                                     | 上海        | 1930年5月中旬                                 | -                                                                      | 在全国苏维埃区域代表大会期间举行，14个红军军团派出代表参加。颁发了《中国工农红军编制草案》，作为统一的军制。提出无条件地扩大红军，要求红军集中进攻交通要道和中心城市。 | 全国红军代表会议                                                            |
| 中共中央政治局会议                                                   | 上海        | 1930年6月9日-6月11日                          | 李立三                                                                 | 李立三作了《关于目前政治任务决议案草案内容的报告》。通过了《新的革命高潮与一省或几省的首先胜利》的决议。根据这次会议精神，李立三等制定了以武汉为中心的全国总暴动和集中全国红军进攻中心城市的计划。 | 中央政治局会议                                                              |
| 全国组织会议                                                         | 上海        | 1930年7月18日-7月22日                         | 李立三                                                                 | 为贯彻6月11日中央政治局会议的决议，决定将全国各级党、团、工会的组织改组。听取了《关于支部的报告与总结》、《党的组织任务报告》、《组织任务的总结》、《政治报告讨论结论》等报告。通过了《目前政治形势与党的任务》的决议案。会议期间还发布了《中央通告第八十四号》、《中央通告第八十五号》、《中央通知一百四十七号》、《中央通知一百四十八号》等文件。 | 全国组织会议                                                                |
| 中国共产党第六届中央委员会扩大的第三次全体会议                       | 上海        | 1930年9月24日-9月28日                         | 瞿秋白                                                                 | 基本結束了李立三路线對全黨的統治。通過了《關於政治狀況和黨的總任務決議案》、《對於中央政治報告的決議》、《組織問題決議案》、《職工運動決議案》等，發出了《中國共產黨中央委員會為蘇維埃第一次全國代表大會告民眾書》、《致蘇聯共產黨中央賀電》、《致德國共產黨賀電》、《告青年團書》、《告同志書》等。宣讀了《共產國際遠東局的代表給第三次全會的信》。決定成立蘇區中央局。補選中央委員，候補中央委員，中央審查委員。改選了中央政治局。 | 中央委员会全体会议扩大会议                                                  |
| 中国共产党第六届中央委员会扩大的第四次全体会议                       | 上海        | 1931年1月7日                                  | 向忠发                                                                 | 由共產國際代表米夫一手策劃。王明概述了他根據國際文件寫成的題為《兩條路線》（即后來更名為《為中共更加布爾塞維克化而鬥爭》）的小冊子的觀點。通過了《中共四中全會決議案》、《中國共產黨中央四中擴大會告中國工農紅軍書》、 《中國共產黨中央四中擴大會告在獄革命戰士書》等文件。调整了中央委员，改选了中央政治局。王明等通過這次全會取得了在中共中央的領導地位。 | 中央委员会全体会议扩大会议                                                  |
| 北方各省委代表联席会议                                               | 上海        | 1932年6月24日                                 | 博古                                                                   | 以博古为首的中共临时中央批评北方各省委工作不积极，未能贯彻临时中央积极进攻的精神。通过《革命危机的增长与北方党的任务》、《开展游击运动与创造北方苏维埃的决议》、《关于北方各省职工运动中几个主要任务的决议》。 | 地方代表联席会议                                                            |
| 宁都会议                                                             | 宁都        | 1932年10月                                    | 任弼时                                                                 | - |                                                                             |
| 中国共产党第六届中央委员会第五次全体会议                             | 瑞金        | 1934年1月15日-1月18日                         | 博古                                                                   | 博古作了《目前的形勢與黨的任務》的報告，陳雲作了《國民黨區域中的工人經濟鬥爭與工會工作》的報告，張聞天作了《中國蘇維埃運動與它的任務》的報告。全面肯定了四中全會以來的路線，通過了《中共五中全會政治決議案》、《五中全會關於白色區域中經濟鬥爭與工會工作的決議》、《五中全會給二次全蘇大會黨團的指令》，及《致聯共十七次代表大會電》、《致德國共產黨電》、《致在獄同志電》、《致工農紅軍電》等文件。增選了中央委員，候補中央委員。改選了中央政治局。決定設立中央書記處（又稱中央政治局常委會），博古任總書記。選舉了中央黨務委員會。 | 中央委员会全体会议                                                          |
| 红军第一次全国政治工作会议                                           | 瑞金        | 1934年2月7日-12日                             | -                                                                      | 总政治部主任王稼祥致《开幕词》。选出王稼祥、贺昌、李弼廷、李卓然、袁国平5人组成大会主席团。中革军委主席朱德致词。会议期间，中共中央代表博古作关于五中全会总结的报告；王稼祥代表总政治部作了《目前形势与政治工作任务》的报告；李卓然作了战时政治工作的报告；陈云作了关于争取白军工作的报告；凯丰作了青年团与青年工作的报告；顾作霖作了边区工作的报告；罗荣桓作了赤少队工作的报告；张爱萍作了少先队与红军的关系的报告。共产国际军事顾问李德也参加了会议并作了第五次反围剿的军事问题的报告。周恩来作《一切政治工作为着前线上的胜利》的长篇报告。王稼祥作会议结论。总政治部副主任贺昌致闭幕词。会议对红军政治工作提出了五条重要原则。 | 红军全国政治工作会议                                                        |
| 通道会议                                                             | 通道        | 1934年12月12日                                | 周恩来                                                                 | 中革军委研究了军事问题。没有就战略方针的转变问题取得一致意见，但促进了该问题的解决。 | 中革军委紧急会议                                                            |
| 黎平会议                                                             | 黎平        | 1934年12月18日                                | 周恩来                                                                 | 通过了《中央政治局关于战略方针之决定》，决定放弃与红二、六军团会合的原定计划。认为新的根据地，应该是川黔边地区，确定了向贵州转兵的战略决策。决定在适当的时候召开政治局扩大会议，以便审查黎平会议的决定和总结第五次反“围剿”以及长征以来军事指挥上的经验教训。会后中央军委决定对部队进行整编 | 中央政治局会议                                                              |
| 猴场会议                                                             | 瓮安        | 1934年12月31日-1935年1月1日                   | -                                                                      | 否定李德等人回头东进与红二、六军团会合的主张，重申黎平会议决定，作出《关于渡江后新的行动方针的决定》，基本结束了“三人团”对红军的军事指挥权，初步形成以毛泽东为核心的军事指挥中枢，为遵义会议奠定了基础。 | 中央政治局会议                                                              |
| 遵义会议                                                             | 遵义        | 1935年1月15日-1月17日                         | 博古                                                                   | 博古作关于第五次反“围剿”的总结报告。周恩来作了副报告。决定主要根据毛泽东发言的内容，委托张闻天起草《中央关于反对敌人五次“围剿”的总结决议》。该决议起草后于“一九三五年二月八日政治局会议通过”，并于2月16日由中央油印印发。《决议》否定了博古的报告，指出军事上领导错误是李德、博古、周恩来3人，而李德、博古负主要责任。决定改变黎平会议以黔北为中心来创造苏区根据地的决议，改为在成都之西南或西北建立苏区根据地。作出四项决定：1、改组了党中央领导机构，推选毛泽东为政治局常委。2、指定张闻天起草决议。3、常委中再进行适当的分工。4、取消博古、李德的最高军事指挥权，仍由中央军委主要负责人朱德、周恩来指挥军事，周恩来是下最后决心的负责者。会后不久，决定毛泽东为周恩来的军事指挥上的帮助者；张闻天接替博古在党内负总责。随后又成立了由毛泽东、周恩来、王稼祥组成的三人团（又称军事指挥小组），周恩来任团长。 | 中央政治局扩大会议                                                          |
| 扎西会议                                                             | 扎西        | 1935年2月                                     | 张闻天                                                                 | 讨论了中央红军的进军方向和部队缩编问题，作出了“回兵黔北”和“缩编”的决策。通过了由张闻天起草的《遵义会议决议》，即《中共中央关于反对敌人五次“围剿”的总结决议》。讨论中央和全国其他苏区与红军的战略方针及组织问题。讨论了中央政治局常委的分工，决定张闻天代替博古在党中央负总的责任。作出成立中共川南特委和组建中国工农红军川南游击纵队的决定。 | 中央政治局会议                                                              |
| 会理会议                                                             | 会理        | 1935年5月12日                                 | 毛泽东                                                                 | 张闻天作了有关形势的报告，并作了自我批评。毛泽东总结了红军四渡赤水抢渡金沙江的胜利，阐明了运动战略正确思想。讨论了渡江后的行动计划，决定立即北进，抢渡大渡河，向红四方面军靠拢。批评了林彪要求撤换毛泽东、朱德军事指挥和反对机动作战的主张。 | 中央政治局扩大会议                                                          |
| 两河口会议                                                           | 懋功        | 1935年6月26日                                 | 张闻天                                                                 | 通过了周恩来代表党中央和中革军委首先作关于目前战略方针问题的报告，责成张闻天为中央政治局起草一个会议决定。1935年6月28日，中央政治局作出了《关于一、四方面军会合后战略方针的决定》，确定了北上建立以甘南为中心的川陕甘苏区根据地的战略总方针。 | 中央政治局会议                                                              |
| 芦花会议（黑水芦花会议）                                             | 黑水        | 1935年7月21-7月22日                           | 张闻天                                                                 | 张国焘作关于四方面军发展历史情况的报告。徐向前和陈昌浩分别作了关于四方面军情况的补充报告。会议讨论了报告并总结了四方面军的历史经验。 | 中央政治局会议                                                              |
| 沙窝会议                                                             | 松潘        | 1935年8月4-8月6日                             | 张闻天                                                                 | 张闻天作关于1、4方面军会合后的决议草案的报告。会议通过《关于1、4方面军会合后的政治形势与任务的决议》。张闻天代表中央政治局提出吸收4方面军干部参加中央工作的名单。会议决定增补陈昌浩、周纯全为政治局委员。会议还决定成立由周恩来担任司令员兼政委的1方面军司令部，由陈昌浩任总政治部主任，周纯全任副主任。 | 中央政治局会议                                                              |
| 毛儿盖会议                                                           | 松潘        | 1935年8月20日                                 | 毛泽东                                                                 | 讨论红军主力的发展方向问题。通过由毛泽东起草的《关于目前战略方针之补充决定》。 | 中央政治局会议                                                              |
| 巴西会议                                                             | 若尔盖      | 1935年9月2日-9月9日                           | -                                                                      | 讨论一方面军工作方针问题。决定采取果断措施，立即率红一、三军、军委纵队一部，组成临时北上先遣队，到阿西集合，继续北上，向甘南前进，并通知已到俄界的林彪、聂荣臻，行动方针有变，要一军在原地等待。决定以后右路军统归军委副主席周恩来指挥，并委托毛泽东起草《中共中央为执行北上方针告同志书》。 | 中央政治局会议                                                              |
| 俄界会议                                                             | 迭部        | 1935年9月12日                                 | 张闻天                                                                 | 毛泽东作了《关于与四方面军领导者的争论及今后战略方针的报告》，并作会议结论。作出《关于张国焘同志的错误的决定》。决定将原有1、3军团缩编为中国工农红军陕甘支队，成立“五人团”作为全军最高领导核心，组成编制委员会。 | 中央政治局会议                                                              |
| 榜罗镇会议                                                           | 通渭        | 1935年9月27日                                 | 毛泽东                                                                 | 决定改变俄界会议关于首先打到甘东北或陕北，以游击战争与苏联发生联系，取得国际帮助，创建根据地的原定战略方针，作出了把红军长征落脚点放在陕北的决策，提出保卫与扩大陕北苏区的新的战略方针。决定派一支部队与国际联系，取得国际的技术帮助。 | 中央政治局常委会议                                                          |
| 吴起镇会议                                                           | 赤安        | 1935年10月22日                                | 张闻天                                                                 | 总结俄界会议后红军的行动，确定新形势下陕甘支队的行动方针。毛泽东报告俄界会议以来的形势与陕甘支队的任务，并作会议总结发言。批准了榜罗镇会议把红军长征落脚点放在陕北的战略决策，决定党和红军今后的战略任务是建立西北苏区，以领导全国革命，从而宣告了中央红军长征的完结，开创了党中央全国革命大本营放在陕北的新的历史时期。 | 中央政治局会议                                                              |
| 瓦窑堡会议                                                           | 瓦窑堡      | 1935年12月17日-12月25日                       | 张闻天                                                                 | 根据共产国际第七次代表大会建立反法西斯统一战线的精神，通过了张闻天起草的《中央关于目前政治形势与党的任务决议》，决定了建立抗日民族统一战线的策略。通过了《中央关于军事战略问题的决议》。 | 中央政治局扩大会议                                                          |
| 晋西会议                                                             | 隰县 石楼县 | 1936年3月20日-3月27日                         | 张闻天                                                                 | 根据共产国际第七次代表大会关于建立反法西斯统一战线的政策和策略，全面讨论了共产国际七大的决议和政治、外交特别是军事方面的战略方向问题。到会同志对于红军东征作战所取得的伟大胜利致以深切的慰劳与祝贺。张闻天作了《共产国际“七大”与我党抗日统一战线的方针》的报告。该会议贯彻了瓦窑堡会议的精神。在政治问题上决定以“争取迅速对日作战为党与红军的重要任务”。在军事问题上批准了中央军委的8项提议。 | 中央政治局扩大会议                                                          |
| 中央政治局扩大会议                                                   | 保安        | 1936年9月15日-9月17日                         | 张闻天                                                                 | 此前共产国际指示中共，建立民主共和国是当前的任务。张闻天作《目前政治形势与一年来民族统一战线问题》的报告。通过了张闻天起草的《中共中央关于抗日救亡运动的新形势与民主共和国的决议》。 | 中央政治局扩大会议                                                          |
| 延安会议                                                             | 延安        | 1937年3月23日-3月31日                         | -                                                                      | 3月23日至26日讨论西安事变和国民党五届三中全会以后，抗日民族统一战线的新形势及中国共产党的新任务。通过了张闻天、毛泽东的两个报告。最后由张闻天作结论。会后根据张、毛两报告，于4月3日发表中央宣传部宣传大纲《国民党三中全会后我们的任务》，根据毛的报告，于4月15日发表了《中国共产党中央委员会告全党同志书》。3月27日至31日讨论张国焘右倾机会主义错误。张国焘首先作检查。通过了《中共中央政治局关于张国焘错误的决定》。 | 中央政治局扩大会议                                                          |
| 中国共产党苏区代表会议                                               | 延安        | 1937年5月2日-5月14日                          | -                                                                      | 张闻天致开幕词。毛泽东作了《中国共产党在抗日时期的任务》的报告和《为争取千百万群众进入抗日民族统一战线而斗争》的结论。博古作了《关于苏区党的组织问题的报告》。林伯渠致闭幕词 | 全国代表会议                                                                |
| 全国白区工作会议                                                     | 延安        | 1937年5月17日-6月10日                         | 刘少奇等                                                               | 刘少奇作了《关于白区的党与群众工作》的报告。张闻天根据中央政治局会议的精神，作了《白区党目前的中心任务》的报告。刘少奇对会议作结论发言。会议还制定了《关于职工运动的经验及转变方式》等重要文件。 | 全国工作会议                                                                |
| 洛川会议                                                             | 洛川        | 1937年8月22日-8月25日                         | 张闻天                                                                 | 毛泽东代表中央政治局作了关于军事问题和同国民党的关系问题的报告。张闻天作补充报告。周恩来报告南京谈判，上海抗战，国民党统治区的政治经济形势以及南京政府的国防、外交等情况。毛泽东代表中央政治局对会议作总结，回答了讨论中提出的问题。与会同志一致同意毛泽东的总结。通过了《关于目前形势与党的任务的决定》、《抗日救国十大纲领》和毛泽东为此起草的宣传鼓动提纲《为动员一切力量争取抗战胜利而斗争》。会议确定了中国共产党在抗日时期的纲领、路线和政策，并在组织上进一步健全了中央军委。 | 中央政治局扩大会议                                                          |
| 中央政治局会议                                                       | 延安        | 1937年12月9日-12月14日                        | -                                                                      | 中共驻共产国际代表、共产国际执委会委员、主席团委员、书记处书记王明于11月29日同康生自苏联到达延安，带来了1937年8月10日共产国际执委会书记处会议根据王明的报告讨论通过的对中共在新形势下基本政策的全面建议。为贯彻该建议，中共中央政治局召开本次会议。张闻天作了《目前的政治形势与党的任务》的报告，王明作了《如何继续全国抗战和争取抗战胜利呢?》的报告，项英作了《三年来坚持的游击战争》的报告。通过了《中央政治局关于召集第七次全国代表大会的决议》，决定成立第七次全国代表大会准备委员会。通过了《中央政治局关于中共驻共产国际代表团工作报告的决议》和《中央政治局对于南方区游击工作的决议》。决定增补王明、陈云、康生为中央书记处书记；组成中共中央代表团负责与国民党谈判；组成中共中央长江局，领导中国南部党的工作；组成东南分局，项英为书记，负责领导新四军的工作。王明的意见未能形成决议。 | 中央政治局会议                                                              |
| 中央政治局会议                                                       | 延安        | 1938年2月27日-3月1日                          | -                                                                      | 讨论抗日战争形势和党的工作问题。王明同毛泽东、张闻天、任弼时等在讨论中提出了不同的意见。3月1日会议决定，王明和凯丰在会议后去武汉工作，王明在武汉留一个月即回中央，凯丰留长江局工作。会议还讨论了关于召集中国共产党第七次全国代表大会的具体准备工作。这次政治局会议没有形成正式文件。 | 中央政治局会议                                                              |
| 中国共产党第六届中央委员会扩大的第六次全体会议                       | 延安        | 1938年9月29日-11月6日                         | 张闻天                                                                 | 王稼祥傳達了共產國際的指示和季米特洛夫的意見。毛澤東代表中央政治局作了《論新階段》的政治報告，代表中央作了總結報告（《戰爭和戰略問題》和《統一戰線中的獨立自主問題》是總結報告中的兩部分）﹔張聞天作了《關於抗日民族統一戰線與黨的組織問題》的報告﹔周恩來作了中央代表團工作報告﹔朱德作了八路軍工作報告﹔項英作了新四軍工作報告﹔陳雲作了青年工作報告﹔劉少奇作了關於黨規黨法的報告。批准了以毛澤東為首的中央政治局的路線，通過了《中共擴大的六中全會政治決議案》，《關於各級黨委暫行組織機構的決定》，《關於中央委員會工作規則與紀律的決定》，《關於各級黨部工作規則與紀律的決定》，《關於召集第七次全國代表大會的決議》，致各國共產黨、致八路軍和新四軍全體指戰員、致東北義勇軍及東北同胞電，《中共擴大的六中全會告全國同胞、國共兩黨同志書》等文件。強調中國共產黨必須獨立自主地領導人民進行抗日戰爭，批判了黨內在統一戰線問題上存在的關門主義和投降主義兩種偏向。決定撤銷長江局，設立南方局和中原局，結束了王明對華中地區的領導。                                                             | 中央委员会全体会议扩大会议                                                  |
| 中央政治局扩大会议                                                   | 延安        | 1939年7月3日-8月25日                          | 张闻天                                                                 | 周恩来作了长篇报告总结了两年的抗战，提出了统一战线的方法问题。博古作《南方工作报告》，张鼎丞作《关于新四军与东南党的工作报告》。8月23日至24日，中共中央政治局召开会议，讨论目前时局和南方局、东南局的工作。会议由张闻天主持。张闻天作了长篇发言。周恩来作结论。 | 中央政治局扩大会议                                                          |
| 中央政治局扩大会议                                                   | 延安        | 1941年9月10日-10月22日                        | -                                                                      | 集中讨论了党在土地革命战争后期即1931年9月开始的中共临时中央的领导路线问题。毛泽东在第一天的会议上作了反对主观主义和宗派主义的报告。会议通过了毛泽东的报告，肯定党中央从六届四中全会至遵义会议这段历史上犯了“左”倾政治路线性质的错误。张闻天、博古、任弼时、王稼祥、李维汉等在会上作检讨。会议期间，中央书记处又召开几天工作会议，实际上是党的核心领导的会议，进一步对王明的错误进行批评。毛泽东根据大家发言的意见归纳出一个准备提交六届七中全会，再提交七次大会的结论草案。会议决定组织以毛泽东为首的清算过去历史委员会，组织以陈云为首的审查过去被打击干部的委员会。中央政治局扩大会议决定在全党发动思想革命，反对主观主义和宗派主义，并为此决定自9月16日起《解放日报》扩大为四版，增加反对主观主义和宗派主义的宣传教育内容。会后中共中央于10月26日决定成立学习研究组，毛泽东任组长，王稼祥任副组长，主要研究马克思列宁主义理论和党的历史经验，以克服主观主义和形式主义等思想；同时决定成立各地方高级学习组，组织高级干部学习。                                                                   | 中央政治局扩大会议                                                          |
| 中国共产党第六届中央委员会第七次全体会议                             | 延安        | 1944年5月21日-1945年4月20日                   | 中国共产党第六届中央委员会第七次全体会议主席团                         | 毛澤東代表政治局作了工作報告，周恩來作了關於重慶談判的情況報告。通過了毛澤東起草的《中央關於城市工作的指示》，通過了黨的七大主席團、代表資格審查委員會候選人名單和會議日程，以及准備向黨的七大作的政治報告、軍事報告和准備提交黨的七大討論的黨章草案。通過了黨的《關於若干歷史問題的決議》。確定城市工作委員會人选。 | 中央委员会全体会议                                                          |
| 中国共产党第七次全国代表大会                                         | 延安        | 1945年4月23日-6月11日                         | 毛泽东                                                                 | 毛泽东致题为《两个中国的命运》的开幕词，并作《论联合政府》的政治报告；刘少奇作《关于修改党的章程的报告》；朱德作《论解放区战场》的军事报告；周恩来作《论统一战线》的报告；任弼时作《关于党的历史问题的报告》。以正式程序确立了毛泽东在中共党内不可动摇的领导地位。选举了中央委员以及候补中央委员。 | 全国代表大会                                                                |
| 中国共产党第七届中央委员会第一次全体会议                             | 延安        | 1945年6月19日                                 | 毛泽东                                                                 | 选举产生了中央领导机构。 | 中央委员会全体会议                                                          |
| 中央政治局扩大会议                                                   | 延安        | 1945年8月23日                                 | -                                                                      | 日本无条件投降后，蒋介石于8月14日、20日、23日连续三次致电邀请毛泽东赴重庆谈判，“共定大计”。斯大林也致电中共中央要毛泽东亲赴重庆同蒋介石谈判，寻求维持国内和平的协议。会议决定先派周恩来前往重庆与蒋介石谈判，随后毛泽东再去。决定在毛泽东去重庆谈判期间，由刘少奇代理中共中央主席职务，并增补陈云、彭真为中央书记处候补书记。 | 中央政治局扩大会议                                                          |
| 中央政治局会议                                                       | 延安        | 1945年9月14日-9月15日                         | 刘少奇                                                                 | 9月14日，八路军冀热辽军区十六分区司令员曾克林乘坐苏联红军代表的飞机，从沈阳飞抵延安。曾克林所部作为冀热辽军区挺进东北的先遣纵队于9月6日进入沈阳，曾克林担任沈阳卫戍司令。在曾到达后，政治局紧急召开会议，讨论研究东北的形势和对东北的方针。与曾克林同机到达的苏联红军代表会见了朱德总司令，转达了苏联红军马林诺夫斯基元帅根据苏军统帅部指示提出的要求。经过谈判交涉，苏军同意进入东北的八路军部队先以“东北人民自治军”名义开展活动，苏军将不再加以限制。会议决定迅速调整力量和部署，全力争取控制东北。决定成立中共中央东北局，以彭真、陈云、程子华、伍修权、林枫为委员，彭真任书记。彭真、陈云、伍修权等随后搭乘苏联红军的飞机，前往东北赴任(程子华、林枫已到东北)。 | 中央政治局会议                                                              |
| 二月会议                                                             | 延安        | 1947年2月1日                                  | 毛泽东                                                                 | 讨论和通过毛泽东为中共中央起草的《迎接中国革命的新高潮》的党内指示。通过了《中共中央关于不承认蒋政府一切卖国协定的声明》和《收复区某些分子奖惩问题的指示》两个条件。 | 中央政治局扩大会议                                                          |
| 枣林沟会议                                                           | 清涧        | 1947年3月29日—3月30日                         | 毛泽东                                                                 | 3月18日中共中央主动撤出延安。3月29日—3月30日中共中央开会讨论中央机关行动问题。决定成立中央前敌委员会(简称中央前委)，由中央书记处的3位书记毛泽东、周恩来、任弼时率中央机关和人民解放军总部留在陕北主持中央工作；成立中央工作委员会(简称中共工委)，由刘少奇、朱德、董必武组成，刘少奇为中央工委书记，朱德为副书记，董必武、彭真、康生、陈伯达为常委，伍云甫为秘书长；中央工委立即东渡黄河前往晋西北或其他适当地点进行中央委托的工作。会议前一天，中央还成立了后方委员会，以叶剑英为书记，杨尚昆为副书记和后方支队司令，转移到晋绥解放区，负责中央机关的后方保障工作。 | 中央会议                                                                    |
| 全国土地会议                                                         | 西柏坡      | 1947年7月17日-9月13日                         | 刘少奇                                                                 | 7月17日至8月下旬，由各解放区代表汇报土地改革的情况；8月底到9月13日，讨论土地改革的政策，制订《中国土地法大纲》，并研究结合土改进行整党的问题。 | 全国工作会议                                                                |
| 小河会议                                                             | 靖边        | 1947年7月21日-7月23日                         | -                                                                      | 主要讨论了战争形势、人民解放军的战略部署和各个战场的作战配合等问题。确定了晋冀鲁豫野战军太岳纵队的使用方向及其有关问题。决定由彭德怀、习仲勋、王震、张宗逊、徐立清、刘景范、张德生组成西北野战兵团前委，彭德怀为书记，以讨论政策与执行战略任务。 | 中央扩大会议                                                                |
| 十二月会议                                                           | 米脂        | 1947年12月25日-12月28日                       | -                                                                      | 毛泽东提交了《目前形势和我们的任务》的书面报告，分析了人民解放战争的形势，对党在目前阶段所要解决的军事问题、政治问题、经济问题以及党组织整顿问题作了明确说明。会议通过了该报告和毛泽东1946年4月起草的《关于目前国际形势的几点估计》及其他重要决定。会议还讨论了党内倾向问题，以及土改和群众运动中的几个具体政策问题。讨论结果由毛泽东写入《关于目前党的政策中的几个重要问题》一文中。会议还决定：(1)中国人民革命战争应该力争不间断地发展到完全胜利，应该不让敌人用缓兵之计(和谈)获得休整时间，然后再来打人民。(2)组织革命的中央政府的时机目前尚未成熟，须待我军取得更大胜利，然后考虑此项问题，颁布宪法更是将来的问题。 | 中央会议                                                                    |
| 城南庄会议                                                           | 阜平        | 1948年4月30日-5月7日                          | 毛泽东                                                                 | 中央前委和中央工委会合以后的第一次书记处扩大会议。讨论三项战略性议题：(1)把战争引向国民党地区。(2)发展生产，减轻人民负担。(3)反对无政府无纪律状态。毛泽东在讲话中提出的方针后被概括为“军队向前进，生产长一寸，加强纪律性，革命无不胜。”通过了中共中央庆祝五一节口号，提出迅速召开政治协商会议，成立民主联合政府的倡议。中央采纳了粟裕的意见，决定先集中兵力在中原打几个大仗，尽可能多地把敌军主力消灭在长江以北。决定加强华北和中原解放区统一领导的措施。5月9日，中共中央和中央军委根据这次书记处会议的决定发出了《关于改变华北、中原解放区的组织管辖境地及人选的通知》。 | 中央书记处扩大会议                                                          |
| 中共中央政治局扩大会议                                               | 西柏坡      | 1948年9月8日-9月13日                          | 毛泽东                                                                 | 中共中央撤离延安后的第一次政治局会议。总结检查过去时期党的工作，规定今后时期党的任务和奋斗目标。中心议题是“军队向前进，生产长一寸，加强纪律性。”毛泽东作了重要报告。会议明确提出建设500万人民解放军，在大约5年左右的时间内(从1946年7月起)，从根本上打倒国民党反动统治，解放全中国的战略任务。通过了《中共中央关于召开党的各级代表大会和代表会议的决议》，《关于各中央局、分局、军区、军委分会及前委会向中央请示报告制度的决议》。 | 中央政治局扩大会议                                                          |
| 1949年1月中央政治局会议                                              | 西柏坡      | 1949年1月6日-1月8日                           | 毛泽东                                                                 | 毛泽东作了《目前形势和党在一九四九年的任务》的报告。经过讨论修改后，该报告作为此次政治局会议的决议正式通过。该报告对军事、政治、国内、国际形势作了分析，并部署了党在1949年的军事工作、解放区工作、政权建设、党的建设等任务。规定北平解放后，必须召集第七届中央委员会第二次全体会议。1月10日，中共中央向各中央局、中央分局发出通知，要求向地方地委以上、军队师委以上干部传达中央政治局会议的决议，并组织学习阅读。 | 中央政治局会议                                                              |
| 中国共产党第七届中央委员会第二次全体会议                             | 西柏坡      | 1949年3月5日-3月13日                          | 毛泽东                                                                 | 毛澤東作《在中國共產黨第七屆中央委員會第二次全體會議上的報告》，批准了1945年6月七屆一中全會以來的中央政治局的工作，批准了由中國共產黨發起的關於召開新的政治協商會議及成立民主聯合政府的建議，批准了毛澤東主席關於以八項條件與南京政府進行和平談判的基礎的聲明。通過了《中國共產黨第七屆中央委員會第二次全體會議決議》和《關於軍旗的決議》。提出了迅速奪取民主革命在全國勝利的目標和組織這個勝利的各項方針。著重討論了黨的工作重心由鄉村轉移到城市的問題。科學地分析了中國革命在全國勝利后所面臨的國內外基本矛盾，闡述了中國共產黨在各方面應當採取的基本政策。 | 中央委员会全体会议                                                          |
| 上海财经会议                                                         | 上海        | 1949年7月22日-8月15日                         | 陈云                                                                   | 筹备组建中央财政经济委员会的陈云主持召开会议。会议先由各解放区和上海代表汇报各地财经情况，然后组成金融、贸易、财政、综合4个组进行讨论，形成了《关于若干问题的共同意见》。8月8日，陈云作了《克服财政经济困难的严重困难》的讲话。8月15日，陈云作了《目前财经工作中应注意的问题》的总结。会议提出了解决上海困难的指导思想和措施，制定了克服财经困难的计划和安排，作出了应对1950年财政出现的赤字问题的对策。 | 全国工作会议                                                                |
| 1949年11月中央政治局会议                                             | 北京        | 1949年11月25日—11月28日                       | 毛泽东                                                                 | 决定毛泽东于12月初访问苏联，在毛泽东访苏期间，中共中央委员会主席职务及中央人民政府主席职务由刘少奇代理，朱德代理中央军委主席，周恩来代理全国政协主席。28日，会议研究了1950年全国收支概算和发行人民胜利折实公债问题，以便在新的一年里减少现钞发行量，平抑全国货价，减少财政赤字，安定民生，逐步恢复和发展生产。 | 中央政治局会议                                                              |
| 中国共产党第七届中央委员会第三次全体会议                             | 北京        | 1950年6月6日-6月9日                           | 毛泽东                                                                 | 毛澤東作了《為爭取國家財政經濟狀況的基本好轉而鬥爭》的報告和《不要四面出擊》的講話，劉少奇作了《關於土地改革問題的報告》，陳雲作了《關於財政經濟問題的報告》，聶榮臻作了《關於人民解放軍整編問題的報告》，周恩來作了《關於外交工作與統一戰線工作的報告》。薄一波、安子文、胡喬木分別作了關於稅收、黨的組織工作以及整黨工作的專題報告。主要議題是確定黨在國民經濟恢復時期的主要任務，以及所應採取的戰略策略方針。決定成立土改問題委員會。调整中央委員、候補中央委員。 | 中央委员会全体会议                                                          |
| 保卫国防问题会议                                                     | 北京        | 1950年7月7日、7月10日                         | 周恩来                                                                 | 7月7日，美国操纵联合国安理会通过紧急决议，提出立即组成“联合国军司令部”，同时授权“由美国指派司令官”统帅和参加朝鲜战争军事行动的各国军队。为此，同日中央军委副主席周恩来主持召开会议，传达中共中央、毛泽东关于成立东北边防军的决定，讨论保卫东北边防问题，提出并同与会者初步商议边防军新辖部队与部署、指挥机构设立与领导人选配置、政治动员与后勤保障、车运计划与兵员补充等问题。10日，周恩来主持召开第二次会议，最后商定组织东北边防军的各项问题。根据两次会议的精神，13日中共中央军委发布《关于保卫东北边防的决定》。 | 中共中央军委扩大会议                                                        |
| 1950年8月4日中央政治局会议                                           | 北京        | 1950年8月4日                                  | 毛泽东                                                                 | 实际上作出了抗美援朝的战略决策。 | 中央政治局会议                                                              |
| 1952年9月24日中央书记处会议                                          | 北京        | 1952年9月24日                                 | -                                                                      | 讨论“一五”计划的方针任务，听取周恩来关于“一五”计划轮廓问题同苏联商谈情况的汇报。毛泽东在讲话中指出：我们现在就开始用10年到15年的时间基本上完成到社会主义的过渡，而不是10年或者以后才开始过渡。 | 中央书记处会议                                                              |
| 1953年6月15日中央政治局扩大会议                                      | 北京        | 1953年6月15日                                 | 毛泽东                                                                 | 讨论并肯定了中共中央统一战线工作部部长李维汉关于《资本主义工业的公私关系问题》报告。会上，毛泽东第一次对党在过渡时期的总路线和总任务的内容作了比较完整的表述。这次会议后，毛泽东在中共中央宣传部起草的关于总路线的宣传提纲上，把党在过渡时期的总路线进一步完整准确地表述为：“从中华人民共和国成立，到社会主义改造基本完成，这是一个过渡时期。党在这个过渡时期的总路线和总任务，是要在一个相当长的时期内，逐步实现国家的社会主义工业化，并逐步实现国家对农业、对手工业和对资本主义工商业的社会主义改造。这条总路线是照耀我们各项工作的灯塔，各项工作离开它，就要犯右倾或‘左’倾的错误。”会议决定：(一)由李维汉、胡乔木、陈伯达、李立三根据大会讨论的意见加以修改，写成中共中央关于利用、限制和改造资本主义工商业问题的决议，下发各地征求意见，待将来提交党的全国代表会议或其他适当的会议讨论决定。(二)由中央统战部管理对资本主义工商业社会主义改造，由李维汉兼任中财委副主任；中财委设立第六办公室，由许涤新任主任。                                                                                 | 中央政治局扩大会议                                                          |
| 1953年10月2日中央政治局扩大会议                                      | 北京        | 1953年10月2日                                 | 毛泽东                                                                 | 陈云向中共中央提出建议，认为在农村征购时不要过头，除给农民留足口粮、种子、饲料外，最好还给留点机动粮。此建议得到周恩来、邓小平的支持和毛泽东的赞许，并嘱他代中共中央起草《关于召开全国粮食紧急会议的通知》。中央政治局为研究这一通知于10月2日晚召开政治局扩大会议。陈云就上述问题作了报告。还通过了召开全国粮食紧急会议的通知，指出“从根本上找出办法来解决粮食问题，是全党刻不容缓的任务。”通知还规定华东局谭震林，中南局李先念，华北局刘澜涛、刘秀峰，西南局李井泉，西北局马明方必须参加会议。 | 中央政治局扩大会议                                                          |
| 1953年12月24日中央政治局会议                                         | 北京        | 1953年12月24日                                | 毛泽东                                                                 | 揭露高岗、饶漱石的反党问题。毛泽东提出了关于加强党的团结的建议。中央政治局一致同意了这个建议，并起草了《关于增强党的团结的决议(草案)》，提交党的七届四中全会讨论。 | 中央政治局会议                                                              |
| 中央书记处扩大会议                                                   | 北京        | 1953年12月29日                                | 刘少奇                                                                 | 讨论并通过了根据毛泽东在12月24日中央政治局扩大会议的提议起草的《中共中央关于增强党的团结的决定(草案)》。 | 中央书记处扩大会议                                                          |
| 中国共产党第七届中央委员会第四次全体会议                             | 北京        | 1954年2月6日-2月10日                          | 刘少奇                                                                 | 劉少奇受中共中央政治局委托作《中共中央政治局向第七屆第四次中央全會的報告》。揭露和批判了高崗、饒漱石的反黨分裂活動﹔批准了中央政治局提出的黨在過渡時期的總路線，即要在一個相當長的時期內，基本上完成國家工業化和對農業、手工業、資本主義工商業的社會主義改造﹔批准了中央政治局關於1954年內召開黨的全國代表會議的決定﹔討論了第一個五年計劃綱要及其他有關的各項問題。通過了《中國共產黨第七屆中央委員會第四次全體會議的決議》和《關於增強黨的團結的決議》。毛澤東因休假沒有參加這次全會。 | 中央委员会全体会议                                                          |
| 关于高岗和饶漱石问题的座谈会                                         | 北京        | 1954年2月15日-2月25日                         | 周恩来（高） 邓小平、陈毅、谭震林（饶）                                | 受中共中央书记处的委托，周恩来召开关于高岗问题的座谈会；邓小平、陈毅、谭震林召开关于饶漱石问题的座谈会，参加两个座谈会的有中央委员和候补中央委员37人，重要工作人员40人。两个座谈会进一步揭发、查证了高岗、饶漱石反党阴谋活动的各项事实。周恩来在高岗问题座谈会作总结发言。3月1日，中共中央政治局批准了周思来的总结发言。3月3日，中共中央将这一总结发言转发省军级党组织。3月1日，邓小平、陈毅、谭震林向中央作了关于饶漱石问题座谈会的报告。3月15日，中共中央政治局批准了这一报告，并于16日转发省军级党组织。 | 中央座谈会                                                                  |
| 中共中央政治局扩大会议                                               | 北京        | 1954年4月27日                                 | -                                                                      | 为了加强社会主义改造和有计划的经济建设的集中统一领导，以便战胜高、饶反党阴谋活动，会议决定撤销大区一级党政机构，各省、市、自治区受党中央直接领导；决定任命邓小平为中共中央秘书长。 | 中央政治局扩大会议                                                          |
| 中國共產黨全國代表會議                                               | 北京        | 1955年3月21日                                 | 毛泽东                                                                 | 毛泽东致开幕词和总结发言。陈云作《关于发展国民经济的第一个五年计划的报告》，邓小平作《关于高岗、饶漱石反党问题的报告》。通过《关于中华人民共和国发展国民经济的第一个五年计划草案的决议》、《关于高岗、饶漱石反党联盟的决议》、《关于成立党的中央和地方监察委员会的决议》，选出以董必武为书记，刘澜涛、谭政、王从吾、钱英、刘锡武为副书记的中央监察委员会。 | 全国代表会议                                                                |
| 中国共产党第七届中央委员会第五次全体会议                             | 北京        | 1955年4月4日                                  | 毛泽东                                                                 | 批准了1955年3月召開的中國共產黨全國代表會議通過的《關於中華人民共和國發展國民經濟的第一個五年計劃草案的決議》、 《關於高崗、 饒漱石反黨聯盟的決議》和《關於成立黨的中央和地方監察委員會的決議》，批准了全國代表會議選出的中央監察委員會委員、候補委員、書記和副書記的名單，通過了中國共產黨中央委員會關於全國代表會議的公報。補選林彪、鄧小平為中央政治局委員。 | 中央委员会全体会议                                                          |
| 中共中央政治局会议                                                   | 北京        | 1955年4月5日                                  | 毛泽东                                                                 | 周恩来汇报参加亚非会议的准备情况。与会者除大部分政治局委员和秘书长邓小平外，还有王稼祥、陈毅。通过了周恩来提交的《参加亚非会议的方案(草案)》、《访问印度尼西亚计划(草案)》和《关于目前中缅两国间一些实际问题的处理方针》。 | 中央政治局会议                                                              |
| 中共中央书记处会议                                                   | 北京        | 1955年4月20日                                 | 刘少奇                                                                 | 刘少奇在发言中指出：今后一年农业合作化的总方针是“停止发展，全力巩固”。 | 中央书记处会议                                                              |
| 十五省市委书记会议                                                   | 北京        | 1955年5月17日                                 | 毛泽东                                                                 | 毛泽东作《关于农业合作化问题的讲话》，重申了“停、缩、发”的三字方针，但强调了“发”的方针，毛泽东个人推翻了经中央政治局批准的中央农村工作部的这两年合作社的发展规划。 | 地方党委负责人会议                                                          |
| 省市自治区党委书记会议                                               | 北京        | 1955年7月31日                                 | 毛泽东                                                                 | 毛泽东作了《关于农业合作化问题》的报告，强调合作化必须赶快上马，否定了1953年和1955年春对合作社的两次整顿工作，对邓子恢和中共中央农村工作部进行了批评，提出了新的农业合作社发展步骤。 | 地方党委负责人会议                                                          |
| 中国共产党第七届中央委员会扩大的第六次全体会议                       | 北京        | 1955年10月4日-10月11日                        | 毛泽东                                                                 | 毛澤東作《關於農業合作化問題》的報告。通過了《關於農業合作化問題的決議》及《農業生產合作社的示范章程（草案）》。通過了《關於召開黨的第八次全國代表大會的決議》和《關於黨的第八次全國代表大會代表名額和選舉辦法的規定》。 | 中央委员会全体会议扩大会议                                                  |
| 省、自治区和大中城市党委负责人会议                                   | 北京        | 1955年11月16日-11月24日                       | 毛泽东                                                                 | 陈云作《资本主义工商业社会主义改造的新形势和新任务》的报告。刘少奇、周恩来作重要发言。会议通过了《关于资本主义工商业社会主义改造的决议(草案)》。1956年2月24日，中央政治局对这个决议草案作了个别的修改，追认为正式决议。从此对私营工商业的社会主义改造，从个别合营进到全行业公私合营阶段。1955年11月24日，周恩来在会上作关于知识分子的问题的讲话。毛泽东在发言中说：“关于知识分子问题，我同意周恩来同志的讲话。”请各省市自治区根据周恩来的提议，“在十二月开这么一次知识分子的会议”。 | 地方党委负责人会议                                                          |
| 省、市、自治区负责人座谈会                                           | 北京        | 1955年12月5日                                 | 刘少奇                                                                 | 中共中央政治局召开。刘少奇传达毛泽东的指示说：毛主席要求在各项工作中都要反保守主义，提前实现社会主义工业化和社会主义改造，更快、更早地完成第一个五年计划。并传达了毛泽东关于准备召开中共第八次代表大会的指示：八大的中心思想是反对右倾思想，反对保守主义，提前完成我国的社会主义工业化和社会主义改造，要保证十五年同时争取十五年以前超额完成。并提出：要全党准备八大，迎接八大，使八大开好，使八大的准备工作和各地方各部门的工作结合起来。为了起草中共中央向八大的报告，准备找各部门的同志谈话，请各部门同志预作准备。周恩来在发言中表示同意毛泽东的意见，并作检查，同时说明自己正在考虑三个问题：一是政府的组织形式，二是工资问题，三是知识分子问题。 | 地方党委负责人会议                                                          |
| 中共中央政治局会议                                                   | 北京        | 1955年12月28日                                | 周恩来                                                                 | 通过周恩来提出的关于在押日本战犯处理意见。随后周恩来向抚顺战犯管理所负责人传达中共中央的决定：宽大处理日本战犯，不判死刑和无期徒刑，极少数判有期徒刑。 | 中央政治局会议                                                              |
| 知识分子问题会议                                                     | 北京        | 1956年1月14日-1月20日                         | 刘少奇                                                                 | 毛泽东作了重要讲话，号召全党努力学习科学知识，同党外知识分子团结一致，为迅速赶上世界科学先进水平而奋斗。周恩来作了《关于知识分子问题的报告》，提出了正确对待知识分子问题的政策、方针和方法，提出了制定1956年到1967年科学发展的远景规划的任务。2月24日，中共中央发出了《关于知识分子问题的指示》。同时，在周恩来、陈毅、李富春、郭沫若等领导下成立了科学规划委员会，制定了《1956年到1967年科学技术发展远景规划纲要草案》。 | 中央会议                                                                    |
| 中共中央政治局扩大会议                                               | 北京        | 1956年1月29日                                 | -                                                                      | 讨论通过周恩来即将在全国政协二届二次会议上的《政治报告》，指出目前国内状况的特点是处在伟大的社会主义革命的高潮中；提出了充分动员和发挥知识分子力量的问题，号召知识分子向现代化科学进军；提出和平解决台湾问题的主张。 | 中央政治局扩大会议                                                          |
| 中共中央政治局会议                                                   | 北京        | 1956年3月19日、3月24日                        | -                                                                      | 讨论了赫鲁晓夫秘密报告的内容及其影响、斯大林的错误、中苏两党关系、个人迷信等问题。 | 中央政治局会议                                                              |
| 中共中央书记处会议                                                   | 北京        | 1956年4月2日                                  | -                                                                      | 听取朱德关于苏共二十大情况的汇报。 | 中央书记处会议                                                              |
| 中共中央政治局会议                                                   | 北京        | 1956年4月3日-4月4日                           | -                                                                      | 讨论根据毛泽东提出的观点写成的《人民日报》编辑部文章《关于无产阶级专政的历史经验》。4月5日，《人民日报》发表该文。 | 中央政治局会议                                                              |
| 中共中央政治局会议                                                   | 北京        | 1956年4月12日                                 | -                                                                      | 讨论并批准周恩来提出的建立直属国务院的和平利用原子能委员会、直属国防部的航空工业委员会及领导成员名单。 | 中央政治局会议                                                              |
| 中共中央政治局扩大会议                                               | 北京        | 1956年4月25日-4月28日                         | -                                                                      | 毛泽东就社会主义建设中的问题发表了《论十大关系》的讲话。周恩来代表中共中央政治局就苏共中央政治局关于苏联国内纪念五一国际劳动节游行不再抬恩格斯、斯大林像，只抬马克思、列宁像给中共中央通知一事作说明，说毛泽东建议中国国内纪念五一国际劳动节的游行一律不再抬古今中外领袖人物像。这个建议获得与会者的一致赞成。毛泽东同刘少奇、周恩来、朱德等提出废止土葬，实行火化的倡议书，并在倡议书上签字。毛泽东在讲话还指出：艺术问题上的“百花齐放”，学术上的“百家争鸣”，应该成为我国发展科学、繁荣文学艺术的方针。中共中央赞同毛泽东的意见，确定“百花齐放，百家争鸣”为党的科学和文化工作的方针。 | 中央政治局扩大会议                                                          |
| 中共中央政治局会议                                                   | 北京        | 1956年5月9日                                  | -                                                                      | 批准国务院常务会议研究写成的《关于调整国务院所属财经各部门组织机构的请示报告(草稿)》。 | 中央政治局会议                                                              |
| 中国共产党第七届中央委员会第七次全体会议                             | 北京        | 1956年8月22日、9月8日、9月13日                | 毛泽东                                                                 | 通過了《中國共產黨第八次全國代表大會日程（草稿）》、《大會規則（草稿）》、《八大預備會議安排（草稿）》、《七屆七中全會關於第八屆中央委員會選舉工作的建議（草稿）》、《各代表團團長、副團長名單（草稿）》、《第八次全國代表大會代表資格審查委員會名單（草稿）》、《中央委員會向第八次全國代表大會的工作報告（草案）》、《中國共產黨章程 （草稿）》、《關於修改黨的章程的報告（草稿）》、《中國共產黨第八次全國代表大會關於發展國民經濟的第二個五年計劃（1958年到1962年）的建議（草案）》、《關於發展國民經濟第二個五年計劃的建議的報告（草稿）》、《黨的第八次全國代表大會主席團名單（草案）》、《黨的第八次全國代表大會秘書處名單（草案）》。決定遞補第七届中央委員名单。確定了八屆中央委員的候選人名單，決定八屆中央委員名額。 | 中央委员会全体会议                                                          |
| 中国共产党第八次全国代表大会预备会议                                 | 北京        | 1956年8月30日-9月12日                         | 毛泽东                                                                 | 准备大会文件、预选中央委员会、准备大会发言稿。邓小平代表中央政治局作报告。陈云的报告对七届七中全会通过的八届中央委员候选人名单及其提出的经过作了说明。毛泽东作了《增强党的团结，继承党的传统》的讲话。 | 全国代表大会预备会议                                                        |
| 中国共产党第八次全国代表大会                                         | 北京        | 1956年9月15日-9月27日                         | 毛泽东                                                                 | 毛泽东致开幕词，刘少奇作政治报告，邓小平作关于修改党的章程的报告，周恩来作关于发展国民经济的第二个五年计划的建议的报告。选举了中央委员以及候补中央委员。 | 全国代表大会                                                                |
| 中国共产党第八届中央委员会第一次全体会议                             | 北京        | 1956年9月28日                                 | -                                                                      | 选举产生了中央领导机构。 | 中央委员会全体会议                                                          |
| 中央政治局常委扩大会议和政治局扩大会议                               | 北京        | 1956年10月21日-11月4日                        | 毛泽东                                                                 | 1956年10月21日，毛泽东召开中共中央政治局常委扩大会议，讨论1956年6月在波兰的波兹南市发生反政府事件及波兰的形势问题及苏共中央给中共中央的通知。与会者一致同意中共中央采取紧急措施，表示坚决反对苏联干涉。23日约3时，毛泽东、刘少奇、周恩来、邓小平再次开会讨论波兰局势问题，决定应苏共中央的邀请由刘少奇、邓小平、王稼祥组成中共代表团前往莫斯科同苏共中央领导人会谈。代表团的任务是调解，方针是着重批评苏共的大国沙文主义，同时劝说波党顾全大局，方式是只分别同苏共或波党会谈，不参加苏波两党会谈。11月2日凌晨，毛泽东、周恩来、陈云听取刚刚返抵北京的刘少奇、邓小平、王稼祥汇报赴苏会谈情况。5时散会。晚，中共中央政治局召开扩大会议听取刘少奇汇报与苏共领导人会谈情况。4日，中共中央政治局召开常委扩大会议，讨论苏军进入匈牙利首都布达佩斯等问题。 | 中央政治局常委扩大会议 中央政治局扩大会议                                   |
| 中国共产党第八届中央委员会第二次全体会议                             | 北京        | 1956年11月10日-11月15日                       | -                                                                      | 劉少奇作《目前時局的報告》，分析国际、国内形势。周恩來作《關於1957年度國民經濟發展計劃和財政預算的控制數字的報告》，提出1957年的計劃應當在繼續前進的前提下，為基本建設作適當的壓縮﹔合理調整各經濟部門之間的比例關係。陳雲作《關於糧食和主要副食品問題的報告》。毛澤東作總結發言。 | 中央委员会全体会议                                                          |
| 中共中央政治局扩大会议                                               | 北京        | 1956年12月12日                                | 刘少奇                                                                 | 讨论了再论无产阶级专政的历史经验的问题。12月29日《人民日报》又发表编辑部根据中共中央政治局扩大会议的讨论写成的文章《再论无产阶级专政的历史经验》，第一次提出了两类社会矛盾的问题，指出：“人民内部的矛盾可以而且应该从团结的愿望出发，经过批评或斗争获得解决，从而在新的条件下得到新的团结。” | 中央政治局扩大会议                                                          |
| 省市自治区党委书记会议                                               | 北京        | 1957年1月18日-1月27日                         | -                                                                      | 主要讨论了思想动向问题、农村问题和经济问题。毛泽东在18日和27日两次会上讲话。陈云在18日的会议上作了《建设规模要和国力相适应》的讲话 | 地方党委负责人会议                                                          |
| 中共中央政治局扩大会议                                               | 北京        | 1957年5月8日                                  | 刘少奇                                                                 | 讨论了毛泽东提出的他本人是否担任下届中华人民共和国主席的问题；讨论了中华全国工商业联合会主任委员、全国人大常委会副委员长、全国政协副主席陈叔通，全国人大常委会副委员长黄炎培给全国人大常务委员会副委员长和全国政协主席周恩来的一封信，信的主要内容是不同意毛泽东关于下届全国人大召开时不再提名选举他为国家主席的建议。 | 中央政治局扩大会议                                                          |
| 中共中央政治局会议                                                   | 北京        | 1957年5月22日-5月23日                         | 刘少奇                                                                 | 5月22日，会议讨论了关于召开第一届全国人民代表大会第四次会议问题。刘少奇在发言中谈到开展整风运动和孤立右派的问题。5月23日，刘少奇主持中共中央政治局扩大会议，听取邓小平关于整风运动和反右派斗争的报告。 | 中央政治局会议 中央政治局扩大会议                                           |
| 青岛会议                                                             | 青岛        | 1957年7月17日-7月21日                         | -                                                                      | 中共中央召开省市委书记会议，着重讨论了反右派斗争的问题。会议印发了毛泽东在会议期间写的《一九五七年夏季的形势》一文。 | 地方党委负责人会议                                                          |
| 中国共产党第八届中央委员会扩大的第三次全体会议                       | 北京        | 1957年9月20日-10月9日                         | 毛澤東                                                                 | 鄧小平作《關於整風運動的報告》和會議的總結發言，陳雲作《關於改進國家行政管理體制問題和關於農業增產問題的報告》，周恩來作《關於勞動工資和勞保福利問題的報告》。毛澤東在會議結束前作《做革命的促進派》的講話。通過了《1956年到1967年全國農業發展綱要（草案）》以及關於工業、商業、財政的管理體制和關於勞動工資、勞保福利問題的幾項規定草案。這次會議讨论了反右派和整风运动，肯定了大鳴、大放、大辯論、大字報是進行政治戰線和思想戰線上社會主義革命的很合適的形式，并對1956年黨中央所採取的反冒進的若干正確作法再次提出尖銳批評。 | 中央委员会全体会议扩大会议                                                  |
| 杭州工作会议                                                         | 杭州        | 1958年1月3日-1月4日                           | -                                                                      | 中共中央召开了由部分中央领导人和华东五省一市的党委第一书记参加的工作会议，主要讨论经济建设上的领导方法问题、两类矛盾和整风问题、工农业生产问题。毛泽东在会上作的第一次发言后成为《工作方法60条(草案)》的基本内容。1月4日，毛泽东作了第二次发言，提出了积极平衡和不断革命的思想。 | 全国工作会议                                                                |
| 南宁工作会议                                                         | 南宁        | 1958年1月11日-1月22日                         | -                                                                      | 中共中央召开了有部分中央领导人和九省二市党委负责人共25人参加的工作会议。主要议题是总结第一个五年计划期间革命和建设的经验，讨论和研究1958年国民经济计划、国家预算和第二个五年计划以及长远规划的有关问题，进一步掀起生产建设“大跃进”的高潮。薄一波作《关于一九五八年计划汇报提要(草案)》的发言。毛泽东在讲话和插话中，比杭州工作会议更为严厉地批评了“反冒进”。周恩来顾全大局，在会议上的发言中对1956年下半年开始的反冒进进行检查。会议根据毛泽东提出的平衡是相对的，不平衡是绝对的，不断打破的平衡，组织新的平衡的“积极平衡论”观点提出的中央和地方都搞两本账的工作方法，提出中央和地方都要有两本账，一本是必成的计划，这一本公布；第二本是期成的计划，不公布。 | 全国工作会议                                                                |
| 成都会议                                                             | 成都        | 1958年3月8日-3月26日                          | -                                                                      | 总结建国8年来的工作，研究了经济建设的有关问题，树立经济建设高速度的思想，确立多、快、好、省地建设社会主义总路线。通过了《关于1958年计划和预算第二本账的意见》、《关于发展地方工业问题的意见》、《关于把小型的农业合作社适当地合并为大社的意见》、《关于农业机械化问题的意见》、《关于在发展中央工业和发展地方工业同时并举的方针下有关协作和平衡的几项规定》、《关于继续对残存的私营工业、手工业和对小商小贩进行社会主义改造的指示》等37个文件。毛泽东在主持会议过程中于3月9日、10日、20日、22日、25日、26日作了六次重要讲话，并在其他领导人发言时插话。会议期间，中共中央发出了《关于开展反浪费、反保守运动的指示》，要求各级党委抓好“反右倾”运动。 | 中央政治局扩大会议                                                          |
| 汉口会议                                                             | 汉口        | 1958年4月1日-4月6日                           | -                                                                      | 这次会议是成都会议的补充。听取了河南省关于一年实现农业发展纲要四十条的规划报告，还听取了安徽省大搞水利突击的情况报告。毛泽东在会上提出，生产要务实，不要搞得不实在；报纸宣传应实际；整风挂帅，生产是当前的中心工作，带动其他工作；政治是统帅，用政治带动业务；对科学家要破除迷信，号召各省搞民歌；进一步阐述了他在成都会议上提出的中国存在着两个剥削阶级、两个劳动阶级的观点，不仅将知识分子划为剥削阶级，而且从理论上提出了生产资料私有制的社会主义改造完成以后，剥削阶级依然存在的论点。 | 中央工作会议                                                                |
| 中国共产党第八届中央委员会第四次全体会议                             | 北京        | 1958年5月3日                                  | 毛澤東                                                                 | 討論了《中央委員會向八大二次會議的工作報告（修正稿）》和《八大二次會議關於在莫斯科舉行的各國共產黨、工人黨代表大會的決議（草案修正稿）》等文件。 | 中央委员会全体会议                                                          |
| 中国共产党第八届中央委员会第五次全体会议                             | 北京        | 1958年5月5日-5月23日                          | 毛澤東                                                                 | 增選林彪為中央委員會副主席、政治局常務委員﹔增選政治局委員、書記處書記﹔遞補中央委員。決定出版《紅旗》雜志 | 中央委员会全体会议                                                          |
| 中央政治局扩大会议                                                   | 北京        | 1958年5月26日-5月30日                         | -                                                                      | 1958年5月26日，毛泽东致信政治局、书记处各同志，省、市、自治区党委第一书记，参加这次政治局扩大会议的其他同志。信中指出，让大家重看1957年11月13日《人民日报》社论《发动全民，讨论四十条纲要，掀起农业生产的新高潮》。当晚，周恩来致信毛泽东，反省了自己当初没有意识到反冒进是方针性错误，因而也就没有认识到多快好省的方针和农业纲要四十条可以促进社会主义建设，使其成为由量到质的跃进。5月30日，刘少奇作了《我国应有两种教育制度、两种劳动制度》讲话。这次会议决定将1958年的钢产量指标改为800万吨到850万吨。 | 中央政治局扩大会议                                                          |
| 中央政治局会议                                                       | 北京        | 1958年6月20日                                 | 刘少奇                                                                 | 听取陆定一、康生关于“二五”期间学校教育的问题。21日，刘少奇致信劳动部长马文瑞，建议在新建的工厂中试办半工半读。 | 中央政治局会议                                                              |
| 中共中央政治局常委会议                                               | 北京        | 1958年7月21日-7月22日                         | -                                                                      | 7月21日晚9时召开会议。10时，毛泽东、刘少奇、周恩来、朱德、陈云、邓小平、陈毅、彭德怀一起接见苏联驻华大使帕维尔·尤金和大使馆临时代办安东诺夫等，商谈苏联关于同中国建立一支共同潜艇舰队的建议。参加接见的还有外交部副部长王稼祥。次日继续商谈，参加者增加林彪。 | 中央政治局常委会议                                                          |
| 北戴河会议                                                           | 北戴河      | 1958年8月17日-8月30日                         | 毛泽东                                                                 | 通过《中共中央政治局扩大会议号召全党全民为生产1070万吨钢而奋斗》的决定。决定在全国农村普遍建立人民公社，通过《中共中央关于在农村建立人民公社问题的决议》。通过《关于1959年计划和第二个五年计划问题的决定》、《关于今冬明春在农村中普遍展开社会主义和共产主义教育运动的指示》等40项决议。 | 中央政治局扩大会议                                                          |
| 第一次郑州会议                                                       | 郑州        | 1958年11月2日-11月10日                        | 毛泽东                                                                 | 有部分中央領導同志和部分地方領導同志參加的會議。規定了整頓和健全人民公社的若干方針。毛泽东指出在社会主义时期废除商品是违背经济规律的。会议期间毛泽东还给县以上各级党委委员写了《关于读书的建议》的信。 | 中央、地方领导同志会议                                                      |
| 武昌会议                                                             | 武昌        | 1958年11月21日-11月27日                       | 毛泽东                                                                 | 有部分中央領導同志和各省、市、自治區黨委第一書記參加的會議。在纠正“共产风”的同时，着重讨论了高指标、浮夸风的问题和1959年国民经济计划的有关问题。批准了谭震林、廖鲁言《关于农业生产和农村人民公社的主要情况、问题和意见》的报告。 | 中央政治局扩大会议                                                          |
| 中国共产党第八届中央委员会第六次全体会议                             | 武昌        | 1958年11月28日-12月10日                       | 毛澤東                                                                 | 鄧小平作了《關於人民公社若干問題的決議的說明》，李富春作了《關於1959年國民經濟計劃安排的說明》。毛澤東在會上作了重要講話。通過了由毛澤東主持起草的《關於人民公社若干問題的決議》、《關於改進農村財政貿易管理體制的決議》、《關於1959年國民經濟計劃的決議》和《同意毛澤東同志提出的關於他不作下屆中華人民共和國主席候選人的建議的決定》。讨论了国际形势。會議期間毛澤東于12月1日寫了《關於帝國主義和一切反動派是不是真老虎的問題》的著名短文；12月6日毛澤東還同有關同志談了宣傳工作問題。 | 中央委员会全体会议                                                          |
| 中央政治局常委扩大会议                                               | 北京        | 1959年1月24日                                 | 毛泽东                                                                 | 磋商苏共中央来信谈到的赫鲁晓夫将在苏共二十一次大会上提出取消社会主义阵营以苏联为首和国际共产主义运动以苏共为中心的提法问题。后来中共代表团在同苏共苏斯洛夫等会谈中说：中共中央认为在现在条件下取消以苏联为首和以苏共为中心的提法不妥当，我们不赞成，莫斯科宣言是正确的，应当继续坚持。 | 中央政治局常委扩大会议                                                      |
| 省市自治区党委书记会议                                               | 北京        | 1959年1月26日-2月2日                          | -                                                                      | 讨论了1959年国民经济计划和当前工业、农业、商业、交通运输、轻工业、人民公社等方面的问题。2月1日，刘少奇在会上讲话。经过会议讨论和修改，形成《关于一九五九年国民经济发展计划几个重要问题的说明》。 | 地方党委负责人会议                                                          |
| 第二次郑州会议                                                       | 郑州        | 1959年2月27日-3月5日                          | 毛泽东                                                                 | 制定《关于人民公社的十八个问题》的会议纪要，纠正人民公社化过程中产生的平均主义倾向和过分集中倾向。 | 中央政治局扩大会议                                                          |
| 中央政治局会议                                                       | 北京        | 1959年3月17日-3月20日                         | 刘少奇                                                                 | 3月17日，西藏叛乱分子悍然将达赖劫出拉萨。会议讨论西藏军叛乱的紧急情况和毛泽东于12日至15日从武昌连续三次打电报向中央提出的建议。建议指出：拉萨上层反动集团可能认为我们示弱、胆怯、无能。建议在西藏军事上采取守势，政治上采取攻势，目的是分化上层，教育下层。并请中央考虑对达赖可能出走在政治上取何种态度和需要采取的措施。刘少奇和邓小平说，当前首先是准备坚决平息叛乱，改组西藏地方政府，改组藏军，实行政教分离，然后实行民主改革。周恩来指出，这次事件同印度当局有关，英国和美国政府在幕后很积极，支持印度当局，把印度推到第一线。叛乱的指挥中心在印度的噶伦堡。会议还讨论了1959年国民经济计划。 | 中央政治局会议                                                              |
| 上海会议                                                             | 上海        | 1959年3月25日-4月1日                          | -                                                                      | 形成了《关于人民公社的18个问题》的会议纪要，准备提交八届七中全会讨论。 | 中央政治局扩大会议                                                          |
| 中国共产党第八届中央委员会第七次全体会议                             | 上海        | 1959年4月2日-4月5日                           | 毛澤東                                                                 | 薄一波作《關於第一季度工業生產情況和第二季度的安排的報告》，李先念作《關於財貿工作的情況和意見的報告》，鄧小平作《關於經濟工作和國家機構的人事配備的說明》，李富春作《關於准備提交全國人民代表大會討論的1959年國民經濟計劃主要指標的說明》。通過了《1959年國民經濟計劃草案》、《關於人民公社的18個問題》的會議紀要和《關於國家機構和人事配備的方案》。毛澤東作了關於工作方法問題的重要講話。 | 中央委员会全体会议                                                          |
| 中国共产党第八届中央委员会第八次全体会议                             | 庐山        | 1959年8月2日-8月16日                          | 毛澤東                                                                 | 檢查了一九五九年國民經濟計劃的執行情況，討論了當前的經濟形勢，並且提出了進一步開展增產節約運動，在年內提前完成第二個五年計劃（一九五八年至一九六二年）主要指標的戰鬥任務。調整了一九五九年國民經濟計劃。通過了《中國共產黨八屆八中全會關於以彭德懷同志為首的反黨集團的錯誤的決議》、《為保衛黨的總路線、反對右傾機會主義而鬥爭》的決議、《關於撤銷黃克誠同志中央書記處書記的決定》、《關於開展增產節約運動的決議》和八屆八中全會公報。 | 中央委员会全体会议                                                          |
| 中共中央政治局会议                                                   | 北京        | 1959年11月4日                                 | 周恩来                                                                 | 周恩来作了关于目前中印边界问题的报告。会议基本通过周恩来致尼赫鲁的信和中共中央给印共总书记高士的信。 | 中央政治局会议                                                              |
| 中央工作会议                                                         | 杭州        | 1959年11月30日-12月4日                        | -                                                                      | 主要讨论中苏关系、中印关系等国际形势和1960年国民经济计划问题。 | 中央工作会议                                                                |
| 中共中央政治局扩大会议                                               | 上海        | 1960年1月7日-1月17日                          | -                                                                      | 错误地估计了“反右倾”以后的所谓大好经济形势。1月9日，毛泽东在会上说，经过“反右倾”以后，现在的情况是国内形势极好。会议决定1960年继续“跃进”。批准了国家计委《关于1960年国民经济计划的报告》，提出了三年实现赶上英国的设想，确定了1960年国民经济计划，讨论了今后三年和八年的设想。 | 中央政治局扩大会议                                                          |
| 中央工作会议                                                         | 天津        | 1960年3月24日-3月25日                         | 毛泽东                                                                 | 讨论毛泽东提出要讨论的1960年国民经济建设、城市人民公社、农村人民公社、公共食堂、工农业生产、教育、增产节约与综合利用、国际形势和国内社会的主要矛盾等17个问题。24日，中共中央政治局召开常委会议，讨论生产情况、中外关系、纪念列宁和宣传毛泽东思想等问题。会上，邓小平对报刊把毛泽东思想宣传庸俗化的问题提出批评，发表了关于正确宣传毛泽东思想的讲话，还就集体领导的问题发表了意见。周恩来赞同邓小平对报刊把毛泽东思想宣传庸俗化的批评。 | 中央工作会议                                                                |
| 中共中央政治局扩大会议                                               | 上海        | 1960年6月14日-6月18日                         | -                                                                      | 毛泽东在会上讲话指出，把质量提到第一位，恐怕到时候了。6月18日，毛泽东写了《十年总结》一文，强调了实事求是的原则。 | 中央政治局扩大会议                                                          |
| 北戴河会议                                                           | 北戴河      | 1960年7月5日-8月10日                          | -                                                                      | 为了解决国际问题和国内的经济问题召开。对国内经济问题，通过了《中央关于全党动手，大办农业、大办粮食的指示》和《中央关于开展以保粮、保钢为中心的增产节约运动的指示》两个文件，并批准李富春、薄一波提出的《1960年第三季度工业交通生产中的主要措施》。对国际问题，通过了《关于向党员干部介绍布加勒斯特会议情况和中苏关系问题的通知》。会议还初步讨论了要对国民经济实行调整的方针。 | 中央工作会议                                                                |
| 中央工作会议                                                         | 北京        | 1960年12月24日-1961年1月13日                  | -                                                                      | 讨论了1961年国民经济计划，着重分析了当时的农村形势，总结了各地整风整社试点的经验，研究了进一步开展农村整风整社运动和贯彻执行中共中央《关于农村人民公社当前政策问题的紧急指示信》的问题，作出了《关于农村整风整社和若干政策问题的讨论纪要》。毛泽东在会上作了重要讲话，要求大兴调查研究之风，一切从实际出发。1961年元旦，中共中央批转河南信阳地委《关于整风整社运动和生产救灾工作情况的报告》。该报告夸大了敌情，混淆了敌我矛盾，将该地区发生的粮食严重减产和大量饿、病、死人的现象一概归之为坏人当权和地主封建势力的破坏，提出依靠贫下中农，进行整风整社，彻底孤立和打倒反革命复辟势力的做法。中央批示肯定了信阳地委的报告，并要求全国“三类社队整风整社都应照此执行”。这次会议的纪要再次肯定了信阳地委的做法。 | 中央工作会议                                                                |
| 中国共产党第八届中央委员会第九次全体会议                             | 北京        | 1961年1月14日-1月18日                         | 毛澤東                                                                 | 討論了中央委員會總書記鄧小平關於一九六○年十一月在莫斯科舉行的各國共產黨和工人黨代表會議的報告，並且通過了相應的決議。討論了中央政治局委員、國務院副總理、國家計劃委員會主任李富春關於一九六〇年國民經濟計劃執行情況和一九六一年國民經濟計劃主要指標的報告。决定建議國務院根據全會所決定的方針編制一九六一年國民經濟計劃草案，提交全國人民代表大會審議。要求全國集中力量加強農業戰線，克服灾害。要求加強黨和政府的各級組織和全體工作人員同人民群眾的聯繫，決定在全國範圍內分期分批地進行整风運動。決定成立六個中央局，即中央東北局、中央華北局、中央華東局、中央中南局、中央西南局和中央西北局，代表中央分別加強對各省、市、自治區黨委的領導。 | 中央委员会全体会议                                                          |
| 中共中央政治局常委扩大会议                                           | 广州        | 1961年3月14日                                 | -                                                                      | 为召开中共中央工作会议，毛泽东召开本次会议，讨论修改《农村人民公社工作条例(草案)》等问题及中央工作会议的议程问题。周恩来谈了粮食、经济作物和对外贸易等问题。刘少奇指出：群众提出他们对多产多购少吃很有意见。 | 中央政治局常委扩大会议                                                      |
| 广州会议                                                             | 广州        | 1961年3月15日-3月23日                         | 毛泽东                                                                 | 3月11日至13日，中共中央分别在广州和北京召开了“南三区”会议(即华东、中南、西南)和“三北区”会议(即华北、东北、西北)。参加会议的有各地区的中央局和省、市、自治区党委的负责同志。毛泽东主持“南三区”会议；刘少奇、周恩来、陈云、邓小平主持“北三区”会议。两个会议都是讨论和制定《农村人民公社工作条例(草案)》(即“农业六十条”)。3月14日起，两个会议合并为中央工作会议，在广州举行，继续进行《农村人民公社工作条例(草案)》的制订工作。3月23日，中共中央发出《关于认真进行调查工作问题给各中央局、各省、市、区党委的一封信》，要求县级以上党委的领导人员，首先是第一书记，要认真学习毛泽东的思想方法和工作方法，把深入基层调查研究当作领导工作的首要任务。 | 中央工作会议                                                                |
| 北京会议                                                             | 北京        | 1961年5月21日-6月12日                         | -                                                                      | 毛泽东提议召开，修改《农业六十条》。通过了《农村人民公社工作条例修正草案》。会议还讨论了商业和手工业问题，制定了《关于改进商业工作的若干规定(试行草案)》(即“商业四十条”)、《关于城乡手工业若干政策问题的规定(试行草案)》(即“手工业三十五条”)。制定了《关于减少城镇人口和压缩城镇粮食销量的九条办法》。毛泽东作总结讲话，作了自我批评，并认为1959年不该把反右倾斗争搞到群众中去，提出要对庐山会议后几年来批判和处分错了的人都要甄别平反，重新教育干部。会议确定今后在不脱产干部和社员群众之间，不许再开展反右倾或者“左”倾的斗争，禁止给他们戴政治帽子。 | 中央工作会议                                                                |
| 庐山会议                                                             | 庐山        | 1961年8月23日-9月16日                         | -                                                                      | 周恩来、陈云、邓小平、李富春、李先念等作了报告，毛泽东讲了话。会议期间还印发了中共中央农村工作部编印的《各地贯彻执行六十条的情况和问题》。通过了《关于当前工业问题的指示》，《国营工业企业工作条例(草案)》(简称“工业七十条”，《中华人民共和国教育部直属高等学校暂行工作条例(草案)》(简称“高教六十条”)，《关于轮训干部的决定》。 | 中央工作会议                                                                |
| 中央工作会议                                                         | 北京        | 1961年12月20日-1962年1月10日                  | -                                                                      | 讨论了国际国内形势、1962年度国民经济计划及长远计划、党的工作等问题，为召开扩大的中共中央工作会议作准备。刘少奇讲话。周恩来作当前形势和1962年八项工作的报告。 | 中央工作会议                                                                |
| 七千人大会                                                           | 北京        | 1962年1月11日-2月7日                          | 毛泽东                                                                 | 参加会议的有中共中央、各中央局、各省、市、自治区党委以及地委、县委、重要工矿企业和部队的负责干部，共7000多人。主要目的是总结经验，统一认识，加强党内的民主集中制，以便进一步纠正“大跃进”以来工作中的错误，切实贯彻调整国民经济的方针。刘少奇代表中共中央作了书面报告和讲话，周恩来、邓小平作了重要讲话，林彪也发表讲话。会后由刘少奇主持对“书面报告”作了修改补充，完成了第三稿，作为正式文件下发到省(后又收回)。 | 中央扩大的工作会议                                                          |
| 西楼会议                                                             | 北京        | 1962年2月21日-2月23日                         | 刘少奇                                                                 | 参加会议的除中央常委外，还有各中央局、各省、市、自治区党委第一书记，中央各部和国务院各部委党组的主要成员。毛泽东因在武汉，未出席这次会议。讨论1962年的国家财政预算和整个经济形势等问题。陈云在会上作《目前财政经济的情况和克服困难的若干办法》的重要讲话。会后，刘少奇、周恩来、邓小平专程到武汉向毛泽东汇报了会议内容，得到了毛泽东的同意，并商定成立中央财经小组，由陈云任组长，李富春为副组长。 | 中央政治局常委扩大会议                                                      |
| 中央政治局常委扩大会议                                               | 北京        | 1962年3月12日-3月13日                         | 刘少奇                                                                 | 讨论和通过陈云等6月26日在国务院各部委党组成员会议上所作的《关于目前财政经济情况和克服困难的若干办法的讲话》的批语，以及中央关于节约的紧急指示、中央关于渡荒的指示等文件。刘少奇提议由陈云担任中央财经小组组长，得到与会者的赞同。会后，刘少奇同周恩来、邓小平到武汉向毛泽东汇报会议通过批转陈云等讲话的决定，以及由陈云担任中央财经小组组长的建议等问题，毛泽东表示同意。 | 中央政治局常委扩大会议                                                      |
| 中央工作会议                                                         | 北京        | 1962年5月7日-5月11日                          | 刘少奇                                                                 | 讨论《中央财经小组关于讨论1962年调整计划的报告(草稿)》，研究分析国内财政经济形势，进一步确定为争取财政经济状况根本好转的具体方针、办法和实施方案。会议最后一天，中央政治局4位常委刘少奇、周恩来、邓小平、朱德分别就会议期间提出的问题讲了话。为了使各地能迅速贯彻会议关于精减职工、压缩城镇人口的精神，会议印发了《周恩来同志在中共中央工作会议上关于精减问题的讲话要点》。会后中共中央起草了《中共中央批发〈中央财经小组关于讨论1962年调整计划的报告〉的指示》。5月19日，周恩来向毛泽东报告会议情况。24日，毛泽东批复“照办”。26日，中共中央发出了这个《指示》和《报告》。 | 中央工作会议                                                                |
| 北戴河会议                                                           | 北戴河      | 1962年8月6日-下旬                             | 毛泽东                                                                 | 主要讨论农业、财贸、城市等方面的问题。毛泽东几次讲话，强调阶级还存在，有阶级就有阶级矛盾和阶级斗争，有社会主义和资本主义两条道路的斗争，要贯穿整个社会主义历史时期。会议用部分时间讨论了毛泽东上述讲话，并以讲话精神为指导，为即将召开的八届十中全会准备文件。 | 中央工作会议                                                                |
| 中国共产党第八届中央委员会第十次全体会议                             | 北京        | 1962年9月24日-9月27日                         | 毛澤東                                                                 | 討論了關於進一步鞏固人民公社集體經濟、發展農業生產的問題，並且通過了決定﹔討論了關於商業工作的問題，並且通過了決定。通過了關於有計劃地交流各級黨政主要領導干部的決定。決定加強黨的各級監察委員會的工作，並且增選了中央監察委員會的成員。调整了中央書記處書記。討論了國際形勢和國內形勢。 | 中央委员会全体会议                                                          |
| 中央政治局、中央书记处、中央局第一书记会议                           | 北京        | 1963年2月6日-2月9日                           | 刘少奇                                                                 | 讨论大中城市集市贸易、粮食、劳动工资、增产节约和城市开展“五反”(反对贪污盗窃、反对投机倒把、反对铺张浪费、反对分散主义、反对官僚主义)运动问题，为即将召开的中央工作会议作准备。 | 中央政治局会议 中央书记处会议 中央局第一书记会议                            |
| 中共中央工作会议                                                     | 北京        | 1963年2月11日-2月28日                         | 刘少奇等                                                               | 讨论国际形势，反对现代修正主义和研究讨论国内问题。刘少奇主持了12日、13日的会议。彭真作关于“五反”运动的报告。周恩来作关于粮食和精简问题的报告。刘少奇作了关于反对现代修正主义问题的报告。会议讨论了1963年的国民经济计划、精简工作和粮食问题、农产品收购和严格管理大中城市集市贸易和坚决打击投机倒把的一些具体政策问题，以及关于中小学教育工作条例(草案)等问题。制定了《中共中央关于厉行节约和反对贪污盗窃、反对投机倒把、反对铺张浪费、反对分散主义、反对官僚主义运动的指示》，以及在农村开展社会主义教育运动等问题。会议期间，毛泽东介绍了湖南开展社会主义教育运动抓阶级斗争的经验和河北省保定地区结合本地实际情况和当年分配开展清账目、清仓库、清财物、清工分(简称“四清”)为主要内容进行整风整社的经验。从此，在部分城市基层单位开展“五反”运动的同时，在一些农村进行“四清”运动试点。 | 中央工作会议                                                                |
| 杭州小型会议                                                         | 杭州        | 1963年5月2日-5月12日                          | 毛泽东                                                                 | 中共中央召集由部分中央政治局委员和大区书记参加的小型会议。讨论农村社会主义教育问题。毛泽东作了许多次讲话和插话。通过了由毛泽东主持制订的《中共中央关于目前农村工作中若干问题的决议(草案)》，简称“前十条”，认为“当前中国社会中出现了严重的尖锐的阶级斗争情况”，资本主义势力和封建势力“正在对我们猖狂进攻”，要求“重新组织革命的队伍”，开展大规模的群众运动，打退资本主义和封建势力的进攻。 | 中央小型会议                                                                |
| 中共中央政治局会议                                                   | 北京        | 1963年5月18日                                 | 周恩来                                                                 | 根据毛泽东提议召开，讨论由毛泽东在杭州召集有部分中央政治局委员和各中央局书记参加的小型会议讨论制定的《关于目前农村工作中若干问题的决议(草案)》(简称《前十条》)。周恩来介绍文件产生和起草过程。会议经过讨论，对文件作了一些修改通过。5月20日，中共中央把“前十条”作为指导社会主义教育运动的纲领性文件予以发布。 | 中央政治局会议                                                              |
| 中央工作会议                                                         | 北京        | 1963年9月6日-9月27日                          | -                                                                      | 中共中央政治局召开工作会议，讨论农村工作、1964年的国民经济计划、工业发展的方针等问题。接受了周恩来的意见，从1963年起，再用3年时间，继续进行调整、巩固、充实、提高的工作，把它作为第二个五年计划(1958年至1962年)到第三个五年计划(1966年至1970年)之间发展国民经济的过渡阶段，并据此提出了《1964年国民经济计划(草案)》。通过了《中共中央关于农村社会主义教育运动中一些具体政策的规定(草案)》（简称“后十条”）。”“后十条”同“前十条”一样强调“阶级斗争是最基本的”，要“以阶级斗争为纲”，同时又着重提出在运动中团结95％以上的农民群众和农村干部的重要性，并规定了若干具体政策界限。10月14日，中共中央发出通知，决定将“前十条”和“后十条”下发全国城乡，向一切人宣读，“使全国家喻户晓”。从1963年冬到1964年冬，“社教”运动就在部分县、社开展起来。 | 中央工作会议                                                                |
| 中央工作会议                                                         | 北京        | 1964年5月15日-6月17日                         | -                                                                      | 讨论了农业规划和农村工作、第三个五年计划(1966－1970年)、政治工作问题。还讨论了“反修防修”、培养接班人和两种劳动制度、两种教育制度等问题。着重讨论了农村社会主义教育运动，通过了《中华人民共和国贫下中农协会组织条例(草案)》，要求在社会主义教育运动中，要将该草案和“双十条”一起向广大社员和干部宣讲。会议期间，中共中央发布了《关于当前工作中应该注意的几个问题的指示》，强调在抓紧“五反”和社会主义教育运动的同时，必须抓紧生产工作，特别是在农忙时期，“一切工作应该服从生产的需要，只能促进生产，决不能妨碍生产”。 | 中央工作会议                                                                |
| 中央书记处会议                                                       | 北京        | 8月17日-8月20日                               | 毛泽东                                                                 | “三线”建设问题 | 中央书记处会议                                                              |
| 全国工作会议                                                         | 北京        | 1964年12月15日-1965年1月14日                  | 刘少奇                                                                 | 研究和总结农村社会主义教育运动中的问题。毛泽东批评了刘少奇等关于运动的性质是“四清”和“四不清”的矛盾，党内外矛盾的交叉、敌我矛盾和人民内部矛盾的交叉等提法，提出运动的性质是社会主义和资本主义的矛盾。另外他还批评了北京有两个“独立王国”(指邓小平和中央书记处、李富春和国家计划委员会)。制定了《中央政治局召集的全国工作会议讨论纪要》，共17条，作为中共中央文件印发。该文件对社会主义教育运动的性质作了统一的规定，即“社会主义与资本主义的矛盾”。对于运动的名称，规定城乡社会主义教育运动一律简称为“四清”，即清政治、清经济、清组织、清思想，取消城市的“五反”运动名称。关于运动的时间，文件规定用7年时间，在全国搞完，前3年内搞完三分之一的地区。1965年1月初至14日，毛泽东开始觉察到前一段运动中的“左”的问题，即在社会主义教育运动中只靠工作队、搞“神秘主义”、打击面过宽等问题。因此在毛泽东的亲自主持下，又重新讨论了已经通过的会议纪要。经过讨论，实际上否定了已经通过的会议纪要，1965年1月14日，中共中央发布这次会议讨论的纪要，即《农村社会主义教育运动中目前提出的一些问题》，简称“二十三条”。 | 全国工作会议                                                                |
| 中央书记处会议                                                       | 北京        | 1965年3月2日                                  | 刘少奇                                                                 | 在毛泽东支持下，1964年6月23日，江青在一次演员座谈会上公开露面，对文艺界进行指责。1965年3月2日中央书记处会议研究了文艺界整风问题。 | 中央书记处会议                                                              |
| 中央政治局会议                                                       | 北京        | 1965年5月11日、14日、15日、31日               | 刘少奇                                                                 | 讨论1965年基本建设计划和预算的调整。会议基本通过国家基本建设委员会党组《关于一九六五年基本建设计划调整情况的报告》和《关于适应战备形势，调整一九六五年国家预算报告》，通过《中共中央关于在全国工交系统建立政治工作机关的决定》。听取商业部长姚依林关于财贸问题的汇报，国家经委副主任叶林关于工业生产的汇报和李富春关于小三线建设的汇报，赵尔陆关于国防工业的汇报和张爱萍关于第二颗原子弹爆炸情况的汇报，余秋里关于长期规划和第三个五年计划初步设想的汇报。 | 中央政治局会议                                                              |
| 中央工作会议                                                         | 北京        | 1965年9月18日-10月12日                        | -                                                                      | 讨论1966年的国民经济计划和长远规划问题。批准了由国家计划委员会提出的《一九六六年国民经济计划纲要》。纲要强调“省、地、县、社四级党委要把农业放在首要地位”，“各地区、各部门必须在继续深入开展社会主义教育运动的同时，掀起一个群众性的增产节约运动”。关于第三个五年计划的方针，会议同意了以“国防建设第一，加速三线建设，逐步改变工业布局”的思想。会议还讨论了财贸问题及党的建设。会议期间，10月10日，毛泽东同大区第一书记谈了话，提出要战备。各省要把“小三线”建设好。不要怕敌人不来，不要怕兵变，不要怕造反。 | 中央工作会议                                                                |
| 中央政治局扩大会议                                                   | 北京        | 1965年11月6日、15日、16日                     | 刘少奇                                                                 | 讨论城市半工半读教育制度问题。 | 中央政治局扩大会议                                                          |
| 中央政治局扩大会议                                                   | 北京        | 1965年11月17日-11月18日                       | 刘少奇                                                                 | 讨论1966年国民经济计划、建设重点以及半工半读教育等问题。先后听取余秋里关于全国计划会议情况的汇报，谷牧关于基本建设情况的汇报，赵尔陆关于国防工业情况的汇报，吴波(时任财政部副部长)关于财政情况的汇报；讨论并批准1966年国民经济计划。 | 中央政治局扩大会议                                                          |
| 中国共产党第八届中央委员会扩大的第十一次全体会议                     | 北京        | 1966年8月1日-8月12日                          | 毛澤東                                                                 | 通過了《中國共產黨中央委員會關於無產階級文化大革命的決定》。討論和批准了一九六二年九月八屆十中全會以來中央政治局關於國內和國際問題的重大決策和重大措施。改组了中央领导机构。毛主席在会议期间發表了《炮打司令部》，公开了与刘少奇等人的对立。 | 中央委员会全体会议扩大会议                                                  |
| 中国共产党第八届中央委员会扩大的第十二次全体会议                     | 北京        | 1968年10月13日-10月31日                       | 毛澤東                                                                 | 批准《關於叛徒、內奸、工賊劉少奇罪行的審查報告》，決定把劉少奇永遠開除出黨，撤銷其黨內外的一切職務。通過了《關於九大代表產生的決定》和《關於中國共產黨章程（草案）的決定》。通過了候補中央委員遞補中央委員的人員名單。 | 中央委员会全体会议扩大会议                                                  |
| 中国共产党第九次全国代表大会                                         | 北京        | 1969年4月1日-4月24日                          | 毛泽东                                                                 | 毛泽东致开幕词，林彪作政治报告。通过了新修订的《中国共产党章程》，把“无产阶级专政下继续革命的理论”和林彪“是毛泽东同志的亲密战友和接班人”写进了总纲，取消了一些党员的权利和组织机构。选举了中央委员以及候补中央委员。 | 全国代表大会                                                                |
| 中国共产党第九届中央委员会第一次全体会议                             | 北京        | 1969年4月28日                                 | 毛澤東                                                                 | 选举产生了中央领导机构。 | 中央委员会全体会议                                                          |
| 中国共产党第九届中央委员会第二次全体会议                             | 庐山        | 1970年8月23日-9月6日                          | 毛澤東                                                                 | 向全國人民代表大會常務委員會建議進行必要的籌備工作，以便在適當的時候召開四屆人大。批准了國務院關於全國計劃會議和一九七〇年國民經濟計劃的報告。批准了中央軍委關於加強戰備工作的報告。关于是否设国家主席及毛泽东是否担任国家主席的问题引发了毛泽东与林彪等党内高层人士的重大争议。毛泽东在会议期间于8月31日写成《我的一点意见》，批判陈伯达的“天才论”。 | 中央委员会全体会议                                                          |
| 中国共产党第十次全国代表大会                                         | 北京        | 1973年8月24日-8月28日                         | 毛泽东                                                                 | 周恩来作政治报告，王洪文作《关于修改党章的报告》。通过了新修订的《中国共产党章程》。通过永远开除林彪、陈伯达的党籍，撤销其党内外一切职务，拥护中共中央对林彪反党集团其他主要成员的处理和所采取的全部措施。选举了中央委员以及候补中央委员。 | 全国代表大会                                                                |
| 中国共产党第十届中央委员会第一次全体会议                             | 北京        | 1973年8月30日                                 | -                                                                      | 选举产生了中央领导机构。 | 中央委员会全体会议                                                          |
| 中国共产党第十届中央委员会第二次全体会议                             | 北京        | 1975年1月8日-1月10日                          | 周恩来                                                                 | 討論了第四屆全國人民代表大會的准備工作。決定將《中華人民共和國憲法修改草案》、《關於修改憲法的報告》、《政府工作報告》和全國人民代表大會常務委員會、國務院成員的候選人名單，提請全國人民代表大會討論。選舉鄧小平為中共中央副主席、中央政治局常務委員。毛泽东因病未出席。 | 中央委员会全体会议                                                          |
| 中国共产党第十届中央委员会第三次全体会议                             | 北京        | 1977年7月16日-7月21日                         | 華國鋒                                                                 | 通過《關於追認華國鋒同志任中國共產黨中央委員會主席、中國共產黨中央軍事委員會主席的決議》。通過《關於恢復鄧小平同志職務的決議》。通過《關於王洪文、張春橋、江青、姚文元反黨集團的決議》。同意中央政治局關於提前召開中國共產黨第十一次全國代表大會的決定。 | 中央委员会全体会议                                                          |
| 中国共产党第十一次全国代表大会                                       | 北京        | 1977年8月12日-8月18日                         | 华国锋                                                                 | 华国锋作政治报告，叶剑英作《关于修改党章的报告》。邓小平致闭幕词。通过了新修订的《中国共产党章程》。这次代表大会初步总结了粉碎“四人帮”斗争的经验，强调恢复和发扬党的优良传统和作风，对于动员全党建设社会主义现代化强国，有重要意义。但是，这次大会由于当时的历史条件的限制和华国锋“左”的错误影响，未能完成从理论到党的指导方针上根本拨乱反正的任务。选举了中央委员以及候补中央委员。 | 全国代表大会                                                                |
| 中国共产党第十一届中央委员会第一次全体会议                           | 北京        | 1977年8月19日                                 | -                                                                      | 选举产生了中央领导机构。 | 中央委员会全体会议                                                          |
| 中国共产党第十一届中央委员会第二次全体会议                           | 北京        | 1978年2月18日-2月23日                         | 华国锋                                                                 | 通過了《政府工作報告》、《一九七六至一九八五年發展國民經濟十年規劃綱要（草案）》、《中華人民共和國憲法修改草案》和《關於修改憲法的報告》，決定提請第五屆全國人民代表大會第一次會議審議。通過了全國人民代表大會常務委員會組成人員、國務院總理和國務院其他組成人員、最高人民法院院長、最高人民檢察院檢察長、政協全國委員會常務委員會組成人員的候選人名單，決定分別提請五屆全國人大和五屆全國政協會議討論。通過了中華人民共和國國歌的新歌詞，決定提請五屆人大會議討論。 | 中央委员会全体会议                                                          |
| 中央工作会议                                                         | 北京        | 1978年11月10日-12月15日                       | 华国锋                                                                 | 作出了從1979年起把全黨工作重點轉移到社會主義現代化建設上來的戰略決策。重新確定了中國共產黨的思想路線，批判了“兩個凡是”的錯誤方針。重新确定了中國共產黨的政治路線和组织路线，彻底否定了文化大革命，反對接受和制造個人崇拜，加強集體領導。審查和解決了中國共產黨歷史上一批重大冤假錯案和一些重要領導人的功過是非問題。同意將《中共中央關於加快農業發展若干問題的決定（草案）》和《農村人民公社工作條例（試行草案）》發到省、自治區、直轄市討論和試行，认为必須首先在農村實行改革，推行聯產計酬責任制。提出了健全社會主義民主和加強社會主義法制的任務。增选政治局常委和委员，中央委员。決定成立中央紀律檢查委員會，选举产生中央纪委组成人员。 | 中央工作会议                                                                |
| 中国共产党第十一届中央委员会第三次全体会议                           | 北京        | 1978年12月18日-12月22日                       | 华国锋                                                                 | 公布1978年中央工作会议的结果 | 中央委员会全体会议                                                          |
| 中国共产党第十一届中央委员会第四次全体会议                           | 北京        | 1979年9月25日-9月28日                         | 華國鋒                                                                 | 討論通過葉劍英代表黨中央、全国人大常委會和國務院在慶祝中華人民共和國成立三十周年大會上的講話和《中共中央關於加快農業發展若干問題的決定》。增补中央委员（待十二大追认）和中央政治局委员。 | 中央委员会全体会议                                                          |
| 中国共产党第十一届中央委员会第五次全体会议                           | 北京        | 1980年2月23日-2月29日                         | 華國鋒                                                                 | 通過關於召開黨的第十二次全國代表大會的決議，增選中央政治局常委，通過關於成立中央書記處的決議，通過《關於黨內政治生活的若干准則》，讨论《〈中國共產黨章程〉（修改草案）》。為劉少奇平反。批准汪東興、紀登奎、吳德、陳錫聯的辭職請求。決定向全國人民代表大會建議，把中華人民共和國憲法第四十五條中關於公民“有運用大鳴、大放、大辯論、大字報的權利”的規定，予以取消。 | 中央委员会全体会议                                                          |
| 中国共产党第十一届中央委员会第六次全体会议                           | 北京        | 1981年6月27日-6月29日                         | 華國鋒                                                                 | 通過《關於建國以來黨的若干歷史問題的決議》，改選和增選中央主要領導成員。同意華國鋒辭去黨中央主席和中央軍委主席職務的請求。 | 中央委员会全体会议                                                          |
| 中国共产党第十一届中央委员会第七次全体会议                           | 北京        | 1982年8月6日                                  | 中共中央政治局常委胡耀邦、葉劍英、鄧小平、趙紫陽、李先念、陳雲、華國鋒 | 通過了中央委員會向黨的第十二次全國代表大會的報告﹔審議並通過了《中國共產黨章程（修改草案）》，一致決定將這兩個文件提交黨的第十二次全國代表大會審議。通過了分別給劉伯承同志、蔡暢同志的致敬信。 | 中央委员会全体会议                                                          |
| 中国共产党第十二次全国代表大会                                       | 北京        | 1982年9月1日-9月11日                          | 邓小平                                                                 | 邓小平致开幕词，胡耀邦作《全面开创社会主义现代化建设的新局面》的报告，李先念致闭幕词。通过了新修订的《中国共产党章程》。决定不再设立中央委员会主席，改设总书记，并规定中央委员会总书记职能为负责召集中央政治局会议和中央政治局常务委员会会议、主持中央书记处的工作。通过了《关于十一届中央委员会报告的决议》、《关于〈中国共产党章程〉的决议》和《关于中央纪律检查委员会工作报告的决议》。邓小平在开幕词中提出了“走自己的道路，建设有中国特色的社会主义”的重要思想。选举了中央委员以及候补中央委员。选举了中央顾问委员会委员和中央纪律检查委员会委员。 | 全国代表大会                                                                |
| 中国共产党第十二届中央委员会第一次全体会议                           | 北京        | 1982年9月12日                                 | 胡耀邦、赵紫阳                                                         | 选举产生了中央领导机构。 | 中央委员会全体会议                                                          |
| 中国共产党第十二届中央委员会第二次全体会议                           | 北京        | 1983年10月11日-10月12日                       | 中共中央政治局常委胡耀邦、葉劍英、鄧小平、趙紫陽、李先念、陳雲         | 通過了《中共中央關於整黨的決定》。 | 中央委员会全体会议                                                          |
| 中国共产党第十二届中央委员会第三次全体会议                           | 北京        | 1984年10月20日                                | 中共中央政治局常委胡耀邦、鄧小平、趙紫陽、李先念、陳雲                 | 通過了《中共中央關於經濟體制改革的決定》。通過了《中國共產黨第十二屆中央委員會第三次全體會議關於召開黨的全國代表會議的決定》。葉劍英因病未出席會議。 | 中央委员会全体会议                                                          |
| 中国共产党第十二届中央委员会第四次全体会议                           | 北京        | 1985年9月16日                                 | 中共中央政治局常委胡耀邦、鄧小平、趙紫陽、李先念、陳雲                 | 通過了《中共中央關於制定國民經濟和社會發展第七個五年計劃的建議（草案）》，決定將這個文件提請黨的全國代表會議審議。確定了關於進一步實現中央領導機構成員新老交替的原則。同意一批老同志不再擔任中央三個委員會成員的請求，並向黨的全國代表會議報告。給葉劍英和黃克誠寫了致敬信。葉劍英因病未出席會議。 | 中央委员会全体会议                                                          |
| 中国共产党全国代表会议                                               | 北京        | 1985年9月18日-9月23日                         | 中共中央政治局                                                         | 討論通過關於國民經濟和社會發展第七個五年計劃綱要的建議。增選中央委員會成員等組織事項。 | 全国代表会议                                                                |
| 中国共产党第十二届中央委员会第五次全体会议                           | 北京        | 1985年9月24日                                 | 中共中央政治局常委胡耀邦、鄧小平、趙紫陽、李先念、陳雲                 | 选举产生了中央领导机构。 | 中央委员会全体会议                                                          |
| 中国共产党第十二届中央委员会第六次全体会议                           | 北京        | 1986年9月28日                                 | 中共中央政治局常委胡耀邦、鄧小平、趙紫陽、李先念、陳雲                 | 通過了《中共中央關於社會主義精神文明建設指導方針的決議》。通過了《中國共產黨第十二屆中央委員會第六次全體會議關於召開黨的第十三次全國代表大會的決議》。 | 中央委员会全体会议                                                          |
| 中共中央政治局扩大会议                                               | 北京        | 1987年1月16日                                 | 邓小平                                                                 | 通过關於接受胡耀邦同志辭去中央委員會總書記職務的請求的決定和推選趙紫陽同志代理中央委員會總書記的決定。 | 中央政治局扩大会议                                                          |
| 中国共产党第十二届中央委员会第七次全体会议                           | 北京        | 1987年10月20日                                | 中共中央政治局常委胡耀邦、鄧小平、趙紫陽、李先念、陳雲                 | 討論並通過了中央委員會向黨的第十三次全國代表大會的報告，討論並通過了《中國共產黨章程部分條文修正案》，一致決定將這兩個文件提請黨的第十三次全國代表大會審議。討論並原則同意《政治體制改革總體設想》，決定將這個文件的主要內容寫入中央委員會向黨的第十三次全國代表大會的報告。確認1987年年1月16日中共中央政治局擴大會議關於接受胡耀邦同志辭去中央委員會總書記職務的請求的決定和推選趙紫陽同志代理中央委員會總書記的決定。確認1987年7月14日中共中央政治局關於撤銷沈圖同志中央委員職務的決定。 | 中央委员会全体会议                                                          |
| 中国共产党第十三次全国代表大会                                       | 北京        | 1987年10月25日-11月1日                        | 邓小平                                                                 | 赵紫阳作《沿着有中国特色的社会主义道路前进》的报告。报告阐述了社会主义初级阶段理论，提出了党在社会主义初级阶段的“一个中心、两个基本点”的基本路线，制定了到下世纪中叶分三步走、实现现代化的发展战略，并提出了政治体制改革的任务。通过了《关于十二届中央委员会报告的决议》、《关于党章部分条文修正案的决议》、《关于中央顾问委员会工作报告的决议》、《关于中央纪律检查委员会工作报告的决议》。赵紫阳致闭幕词。选举了中央委员以及候补中央委员。选举了中央顾问委员会委员和中央纪律检查委员会委员。 | 全国代表大会                                                                |
| 中国共产党第十三届中央委员会第一次全体会议                           | 北京        | 1987年11月2日                                 | 赵紫阳                                                                 | 选举产生了中央领导机构。 | 中央委员会全体会议                                                          |
| 中国共产党第十三届中央委员会第二次全体会议                           | 北京        | 1988年3月15日-3月19日                         | 中共中央政治局常委赵紫阳、李鹏、乔石、胡启立、姚依林                   | 赵紫阳代表中央政治局作工作报告。通过了中共中央政治局提出的拟向七届全国人大推荐的国家机构领导人员人选名单和拟向七届全国政协推荐的全国政协领导人员人选名单，决定将上述两个名单分别向七届全国人大一会议主席团和全国政协七届一次会议主席团推荐。 | 中央委员会全体会议                                                          |
| 中国共产党第十三届中央委员会第三次全体会议                           | 北京        | 1988年9月26日-9月30日                         | 中共中央政治局常委赵紫阳、李鹏、乔石、胡启立、姚依林                   | 赵紫阳代表中央政治局作工作报告。同意中央政治局對我國當前政治經濟形勢的分析，批准中央政治局向全會提出的治理經濟環境、整頓經濟秩序、全面深化改革的指導方針和政策、措施。原則通過了《關於價格、工資改革的初步方案》。原則通過了《中共中央關於加強和改進企業思想政治工作的通知》。 | 中央委员会全体会议                                                          |
| 中共中央政治局扩大会议                                               | 北京        | 1989年6月19日-6月21日                         | 姚依林                                                                 | 决定撤销赵紫阳的一切职务。 | 中央政治局扩大会议                                                          |
| 中国共产党第十三届中央委员会第四次全体会议                           | 北京        | 1989年6月23日-6月24日                         | -                                                                      | 分析了近兩個月來全國的政治形勢，指出黨中央的決策和採取的一系列重大措施都是必要的和正確的。通過了李鵬代表中央政治局提出的《關於趙紫陽同志在反黨反社會主義的動亂中所犯錯誤的報告》，決定撤銷赵紫阳的中央委員會總書記、中央政治局常務委員會委員、中央政治局委員、中央委員會委員和中共中央軍事委員會第一副主席的職務，對其問題繼續進行審查。對中央領導機構的部分成員進行了調整。高度評價鄧小平接見首都戒嚴部隊軍以上干部的重要講話。 | 中央委员会全体会议                                                          |
| 中央工作會議                                                         | 北京        | 1989年10月30日-11月3日                        | -                                                                      | 討論和研究中國當前的經濟問題。 | 中央工作会议                                                                |
| 中国共产党第十三届中央委员会第五次全体会议                           | 北京        | 1989年11月6日-11月9日                         | -                                                                      | 通過了《中共中央關於進一步治理整頓和深化改革的決定》。通過了《中國共產黨十三屆五中全會關於同意鄧小平同志辭去中共中央軍事委員會主席職務的決定》。決定江澤民為中共中央軍事委員會主席，楊尚昆為中共中央軍事委員會第一副主席，劉華清為中共中央軍事委員會副主席，楊白冰為中共中央軍事委員會秘書長﹔決定增補楊白冰為中共中央書記處書記。中共中央總書記江澤民在全會結束時講話。 | 中央委员会全体会议                                                          |
| 中国共产党第十三届中央委员会第六次全体会议                           | 北京        | 1990年3月9日-3月12日                          | -                                                                      | 通過了《中共中央關於加強黨同人民群眾聯繫的決定》。 | 中央委员会全体会议                                                          |
| 中国共产党第十三届中央委员会第七次全体会议                           | 北京        | 1990年12月25日-12月30日                       | 中共中央政治局                                                         | 通過了《中共中央關於制定國民經濟和社會發展十年規劃和“八五”計劃的建議》。 | 中央委员会全体会议                                                          |
| 中国共产党第十三届中央委员会第八次全体会议                           | 北京        | 1991年11月25日-11月29日                       | 中共中央政治局                                                         | 通過了《中共中央關於進一步加強農業和農村工作的決定》。通過了《關於召開中國共產黨第十四次全國代表大會的決議》。 | 中央委员会全体会议                                                          |
| 中国共产党第十三届中央委员会第九次全体会议                           | 北京        | 1992年10月5日-10月9日                         | 中共中央政治局                                                         | 討論並通過了中共委員會向黨的第十四次全國代表大會的報告，討論並通過了《中國共產黨章程（修正案）》，一致決定將這兩個文件提請黨的第十四次全國代表大會審議。同意中央政治局關於對趙紫陽同志在1989年政治動亂中所犯錯誤繼續審查情況的匯報，同意維持十三屆四中全會對趙紫陽同志所犯錯誤的結論並結束審查。 | 中央委员会全体会议                                                          |
| 中国共产党第十四次全国代表大会                                       | 北京        | 1992年10月12日-10月18日                       | 李鹏                                                                   | 江泽民作《加快改革开放和现代化建设步伐，夺取有中国特色社会主义事业的更大胜利》的报告，提出了20世纪90年代中国改革和建设的主要任务。通过了《关于十三届中央委员会报告的决议》，《关于中央顾问委员会工作报告的决议》、《关于中央纪律检查委员会工作报告的决议》。同意《关于不再设立中央顾问委员会的建议》，并向中央顾问委员会和老同志们表示衷心的感谢和崇高的敬意。通过了《关于〈中国共产党章程〉修正案的决议》，将建设有中国特色社会主义的理论和党的基本路线写进党章。选举了中央委员以及候补中央委员。选举了中央纪律检查委员会委员。 | 全国代表大会                                                                |
| 中国共产党第十四届中央委员会第一次全体会议                           | 北京        | 1992年10月19日                                | 中共中央政治局                                                         | 选举产生了中央领导机构。 | 中央委员会全体会议                                                          |
| 中国共产党第十四届中央委员会第二次全体会议                           | 北京        | 1993年3月5日-3月7日                           | 中共中央政治局                                                         | 通过了中共中央政治局提出的拟向八届全国人大一次会议推荐的国家机构领导人员人选名单和拟向全国政协八届一次会议推荐的全国政协领导人员人选名单，决定将上述两个名单分别向八届全国人大一会议主席团和全国政协八届一次会议主席团推荐。通过了《关于调整“八五”计划若干指标的建议》，将国民经济增长速度由原定平均每年6%调整到8至9%。通过了《关于党政机构改革的方案》。 | 中央委员会全体会议                                                          |
| 中国共产党第十四届中央委员会第三次全体会议                           | 北京        | 1993年11月11日-11月14日                       | 中共中央政治局                                                         | 通过《中共中央关于建立社会主义市场经济体制若干问题的决定》。 | 中央委员会全体会议                                                          |
| 中国共产党第十四届中央委员会第四次全体会议                           | 北京        | 1994年9月25日-9月28日                         | 中共中央政治局                                                         | 通过《中共中央关于加强党的建设几个重大问题的决定》。增补中央政治局委员，中央书记处书记。 | 中央委员会全体会议                                                          |
| 中国共产党第十四届中央委员会第五次全体会议                           | 北京        | 1995年9月25日-9月28日                         | 中共中央政治局                                                         | 通过了《中共中央关于制定国民经济和社会发展“九五”计划和2010年远景目标的建议》。通过了中央纪律检查委员会《关于陈希同同志问题的审查报告》，决定撤销陈希同的中共中央政治局委员、中央委员职务，并建议依照法律程序，罢免其全国人大代表职务，并继续进行审查。增补中央军事委员会副主席，中央军事委员会委员。 | 中央委员会全体会议                                                          |
| 中国共产党第十四届中央委员会第六次全体会议                           | 北京        | 1996年10月7日-10月10日                        | 中共中央政治局                                                         | 通过了《中共中央关于加强社会主义精神文明建设若干重要问题的决议》。通过了《关于召开党的第十五次全国代表大会的决议》 | 中央委员会全体会议                                                          |
| 中国共产党第十四届中央委员会第七次全体会议                           | 北京        | 1997年9月6日-9月9日                           | 中共中央政治局                                                         | 通过了中央委员会向中共第十五次全国代表大会的报告，通过了《中国共产党章程（修正案）》，决定将这两个文件提请中共十五大审议。通过了中央纪律检查委员会关于陈希同问题的审查报告。正式开除陈希同的党籍，移交司法机关审判。 | 中央委员会全体会议                                                          |
| 中国共产党第十五次全国代表大会                                       | 北京        | 1997年9月12日-9月18日                         | 李鹏                                                                   | 江泽民作《高举邓小平理论伟大旗帜，把建设有中国特色社会主义事业全面推向21世纪》的报告，着重阐述了邓小平理论的历史地位和指导意义。通过了《关于〈中国共产党章程〉修正案的决议》，将邓小平理论作为中国共产党的指导思想载入党章，明确规定中国共产党以马克思列宁主义、毛泽东思想、邓小平理论作为自己的行动指南。通过了中央纪委的工作报告。选举了中央委员以及候补中央委员。选举了中央纪律检查委员会委员。 | 全国代表大会                                                                |
| 中国共产党第十五届中央委员会第一次全体会议                           | 北京        | 1997年9月19日                                 | 中共中央政治局                                                         | 选举产生了中央领导机构。 | 中央委员会全体会议                                                          |
| 中国共产党第十五届中央委员会第二次全体会议                           | 北京        | 1998年2月25日-2月26日                         | 中共中央政治局                                                         | 通过了中共中央政治局提出的拟向九届全国人大一次会议推荐的国家机构领导人员人选名单和拟向全国政协九届一次会议推荐的全国政协领导人员人选名单，决定将上述两个名单分别向九届全国人大一次会议主席团和全国政协九届一次会议主席团推荐。通过了《国务院机构改革方案》。 | 中央委员会全体会议                                                          |
| 中国共产党第十五届中央委员会第三次全体会议                           | 北京        | 1998年10月12-10月14日                         | 中共中央政治局                                                         | 通过了《中共中央关于农业和农村工作若干重大问题的决定》 | 中央委员会全体会议                                                          |
| 中国共产党第十五届中央委员会第四次全体会议                           | 北京        | 1999年9月19日-9月22日                         | 中共中央政治局                                                         | 通过了《中共中央关于国有企业改革和发展若干重大问题的决定》。增补中央军事委员会副主席，中央军事委员会委员 | 中央委员会全体会议                                                          |
| 中国共产党第十五届中央委员会第五次全体会议                           | 北京        | 2000年10月9日-10月11日                        | 中共中央政治局                                                         | 通过了《中共中央关于制定国民经济和社会发展第十个五年计划的建议》。 | 中央委员会全体会议                                                          |
| 中国共产党第十五届中央委员会第六次全体会议                           | 北京        | 2001年9月24日-9月26日                         | 中共中央政治局                                                         | 通过了《中共中央关于加强和改进党的作风建设的决定》。通过《关于召开党的第十六次全国代表大会的决议》 | 中央委员会全体会议                                                          |
| 中国共产党第十五届中央委员会第七次全体会议                           | 北京        | 2002年11月3日-11月5日                         | 中共中央政治局                                                         | 通过了十五届中央委员会向中共第十六次全国代表大会的报告，通过了《中国共产党章程（修正案）》，决定将这两个文件提请党的第十六次全国代表大会审议。在中央委员会全体会议上首次使用“以邓小平理论和‘三个代表’重要思想为指导”的提法。 | 中央委员会全体会议                                                          |
| 中国共产党第十六次全国代表大会                                       | 北京        | 2002年11月8日-11月14日                        | 李鹏                                                                   | 江泽民作《全面建设小康社会，开创中国特色社会主义事业新局面》的报告。江泽民主持闭幕式并发表讲话。通过了《关于十五届中央委员会报告的决议》、《关于〈中国共产党章程（修正案）〉的决议》、《关于中央纪律检查委员会工作报告的决议》。将“三个代表”写入党章。选举了中央委员以及候补中央委员。选举了中央纪律检查委员会委员。 | 全国代表大会                                                                |
| 中国共产党第十六届中央委员会第一次全体会议                           | 北京        | 2002年11月15日                                | 中共中央政治局                                                         | 选举产生了中央领导机构，胡锦涛当选中央委员会总书记，江泽民当选中央军事委员会主席。 | 中央委员会全体会议                                                          |
| 中国共产党第十六届中央委员会第二次全体会议                           | 北京        | 2003年2月24日-2月26日                         | 中共中央政治局                                                         | 通过了中央政治局提出的拟向十届全国人大一次会议推荐的国家机构领导人员人选建议名单和拟向全国政协十届一次会议推荐的全国政协领导人员人选建议名单，决定将这两个建议名单分别向十届全国人大一次会议主席团和十届全国政协一次会议主席团推荐。通过了《关于深化行政管理体制和机构改革的意见》，建议国务院根据这个意见形成《国务院机构改革方案》提交十届全国人大一次会议审议。 | 中央委员会全体会议                                                          |
| 中国共产党第十六届中央委员会第三次全体会议                           | 北京        | 2003年10月11日-10月14日                       | 中共中央政治局                                                         | 通过了《中共中央关于完善社会主义市场经济体制若干问题的决定》，审议通过了《中共中央关于修改宪法部分内容的建议》并决定提交第十届全国人民代表大会常务委员会审议。 | 中央委员会全体会议                                                          |
| 中国共产党第十六届中央委员会第四次全体会议                           | 北京        | 2004年9月16日-9月19日                         | 中共中央政治局                                                         | 通过《中共中央关于加强党的执政能力建设的决定》。同意江泽民辞去中共中央军事委员会主席职务；决定胡锦涛任中共中央军事委员会主席。增补中央军事委员会副主席，中央军事委员会委员。 | 中央委员会全体会议                                                          |
| 中国共产党第十六届中央委员会第五次全体会议                           | 北京        | 2005年10月8日-10月11日                        | 中共中央政治局                                                         | 通过了《中共中央关于制定国民经济和社会发展第十一个五年规划的建议》 | 中央委员会全体会议                                                          |
| 中国共产党第十六届中央委员会第六次全体会议                           | 北京        | 2006年10月8日-10月11日                        | 中共中央政治局                                                         | 胡锦涛受中央政治局委托作工作报告。通过了《中共中央关于构建社会主义和谐社会若干重大问题的决定》。通过了《关于召开党的第十七次全国代表大会的决议》。 | 中央委员会全体会议                                                          |
| 中国共产党第十六届中央委员会第七次全体会议                           | 北京        | 2007年10月9日-10月12日                        | 中共中央政治局                                                         | 胡锦涛受中央政治局委托作工作报告。通过了中共十六届中央委员会向中共第十七次全国代表大会的报告，通过了《中国共产党章程（修正案）》，决定将这两份文件提请中共十七大审议。 | 中央委员会全体会议                                                          |
| 中国共产党第十七次全国代表大会                                       | 北京        | 2007年10月15日-10月21日                       | 吴邦国                                                                 | 胡锦涛作《高举中国特色社会主义伟大旗帜 为夺取全面建设小康社会新胜利而奋斗》的报告。胡锦涛主持闭幕式并发表讲话。通过《关于十六届中央委员会报告的决议》、《关于〈中国共产党章程（修正案）〉的决议》、《关于中央纪律检查委员会工作报告的决议》。确定了胡锦涛总书记为党内核心的地位，并将科学发展观写入党章。选举了中央委员以及候补中央委员。选举了中央纪律检查委员会委员。 | 全国代表大会                                                                |
| 中国共产党第十七届中央委员会第一次全体会议                           | 北京        | 2007年10月22日                                | 中共中央政治局                                                         | 选举产生了中央领导机构。 | 中央委员会全体会议                                                          |
| 中国共产党第十七届中央委员会第二次全体会议                           | 北京        | 2008年2月25日-2月27日                         | 中共中央政治局                                                         | 通过了中共中央政治局提出的拟向十一届全国人大一次会议推荐的国家机构领导人员人选建议名单和拟向全国政协十一届一次会议推荐的全国政协领导人员人选建议名单，决定将这两个建议名单分别向十一届全国人大一次会议主席团和全国政协十一届一次会议主席团推荐。通过了《关于深化行政管理体制改革的意见》和《国务院机构改革方案》，同意把《国务院机构改革方案》提请十一届全国人大一次会议审议。 | 中央委员会全体会议                                                          |
| 中国共产党第十七届中央委员会第三次全体会议                           | 北京        | 2008年10月9日-10月12日                        | 中共中央政治局                                                         | 胡锦涛受中央政治局委托作工作报告。通过了《中共中央关于推进农村改革发展若干重大问题的决定》。 | 中央委员会全体会议                                                          |
| 中国共产党第十七届中央委员会第四次全体会议                           | 北京        | 2009年9月15日-18日                            | 中共中央政治局                                                         | 胡锦涛受中央政治局委托作工作报告。通过了《中共中央关于加强和改进新形势下党的建设若干重大问题的决定》。 | 中央委员会全体会议                                                          |
| 中国共产党第十七届中央委员会第五次全体会议                           | 北京        | 2010年10月15日-18日                           | 中共中央政治局                                                         | 胡锦涛受中央政治局委托作工作报告。通过了《中共中央关于制定国民经济和社会发展第十二个五年规划的建议》。 | 中央委员会全体会议                                                          |
| 中国共产党第十七届中央委员会第六次全体会议                           | 北京        | 2011年10月15日-18日                           | 中共中央政治局                                                         | 胡锦涛受中央政治局委托作工作报告。通过了《中共中央关于深化文化体制改革、推动社会主义文化大发展大繁荣若干重大问题的决定》。通过了《关于召开党的第十八次全国代表大会的决议》。 | 中央委员会全体会议                                                          |
| 中国共产党第十七届中央委员会第七次全体会议                           | 北京        | 2012年11月1日-4日                             | 中共中央政治局                                                         | 胡锦涛受中央政治局委托作工作报告。通过了党的十七届中央委员会向党的第十八次全国代表大会的报告，讨论并通过了《中国共产党章程（修正案）》，决定将这两份文件提请党的第十八次全国代表大会审议。 | 中央委员会全体会议                                                          |
| 中国共产党第十八次全国代表大会                                       | 北京        | 2012年11月8日-14日                            | 吴邦国                                                                 | 胡锦涛作《坚定不移沿着中国特色社会主义道路前进 为全面建成小康社会而奋斗》的报告。胡锦涛主持闭幕式并发表讲话。通过了《关于十七届中央委员会报告的决议》、《关于〈中国共产党章程（修正案）〉的决议》、《关于中央纪律检查委员会工作报告的决议》。将“科学发展观”提升为指导思想。选举了中央委员以及候补中央委员。选举了中央纪律检查委员会委员。 | 全国代表大会                                                                |
| 中国共产党第十八届中央委员会第一次全体会议                           | 北京        | 2012年11月15日                                | 中共中央政治局                                                         | 选举产生了中央领导机构，习近平当选中央委员会总书记、中央军事委员会主席。 | 中央委员会全体会议                                                          |
| 中国共产党第十八届中央委员会第二次全体会议                           | 北京        | 2013年2月26日-28日                            | 中共中央政治局                                                         | 通过了拟向十二届全国人大一次会议推荐的国家机构领导人员人选建议名单和拟向全国政协十二届一次会议推荐的全国政协领导人员人选建议名单，通过了《国务院机构改革和职能转变方案》。 | 中央委员会全体会议                                                          |
| 中国共产党第十八届中央委员会第三次全体会议                           | 北京        | 2013年11月9日-12日                            | 中共中央政治局                                                         | 通过了《中共中央关于全面深化改革若干重大问题的决定》。 | 中央委员会全体会议                                                          |
| 中国共产党第十八届中央委员会第四次全体会议                           | 北京        | 2014年10月20日-23日                           | 中共中央政治局                                                         | 通过了《中共中央关于全面推进依法治国若干重大问题的决定》。 | 中央委员会全体会议                                                          |
| 中国共产党第十八届中央委员会第五次全体会议                           | 北京        | 2015年10月26日-29日                           | 中共中央政治局                                                         | 通过了《中共中央关于制定国民经济和社会发展第十三个五年规划的建议》。 | 中央委员会全体会议                                                          |
| 中国共产党第十八届中央委员会第六次全体会议                           | 北京        | 2016年10月24日-27日                           | 中共中央政治局                                                         | 通过了《关于新形势下党内政治生活的若干准则》、《中国共产党党内监督条例》。 | 中央委员会全体会议                                                          |
| 中国共产党第十八届中央委员会第七次全体会议                           | 北京        | 2017年10月11日-14日                           | 中共中央政治局                                                         | 习近平受中央政治局委托作工作报告。 通过了党的十八届中央委员会、十八届中央纪律检查委员会向党的第十九次全国代表大会的报告。 递补中共第十八届中央候补委员崔波、舒晓琴、马顺清、王建军、李强、陈武、陈鸣明、赵立雄、赵树丛、段春华、洛桑江村为中央委员会委员。 听取了中央纪委、中央军委对孙政才、王建平等十五人严重违纪问题的审查报告，确认中央政治局之前作出的给予孙政才、黄兴国、孙怀山、吴爱英、苏树林、王三运、项俊波、王建平、田修思、李云峰、杨崇勇、莫建成开除党籍处分，给予李立国、杨焕宁留党察看二年处分，给予张喜武撤销党内职务处分。 | 中央委员会全体会议                                                          |
| 中国共产党第十九次全国代表大会                                       | 北京        | 2017年10月18日-24日                           | 李克强                                                                 | 习近平代表第十八届中央委员会向大会作了题为《决胜全面建成小康社会 夺取新时代中国特色社会主义伟大胜利》的报告。 通过了《关于十八届中央委员会报告的决议》、《关于〈中国共产党章程（修正案）〉的决议》、《关于中央纪律检查委员会工作报告的决议》。将“习近平新时代中国特色社会主义思想”提升为指导思想。 选举产生了第十九届中央委员会、第十九届中央纪律检查委员会。 | 全国代表大会                                                                |
| 中国共产党第十九届中央委员会第一次全体会议                           | 北京        | 2017年10月25日                                | 中共中央政治局                                                         | 选举产生中国共产党中央政治局委员、中国共产党中央政治局常务委员会委员、中国共产党中央委员会总书记。 根据中央政治局常务委员会的提名，通过中国共产党中央书记处成员，决定中国共产党中央军事委员会组成人员。 批准第十九届中央纪律检查委员会第一次全体会议选举产生的书记、副书记和常务委员会委员人选。 | 中央委员会全体会议                                                          |
| 中国共产党第十九届中央委员会第二次全体会议                           | 北京        | 2018年1月18日-19日                            | 中共中央政治局                                                         | 通过了《中共中央关于修改宪法部分内容的建议》。 | 中央委员会全体会议                                                          |
| 中国共产党第十九届中央委员会第三次全体会议                           | 北京        | 2018年2月26日-28日                            | 中共中央政治局                                                         | 通过了拟向十三届全国人大一次会议推荐的国家机构领导人员人选建议名单和拟向全国政协十三届一次会议推荐的全国政协领导人员人选建议名单。 通过了《中共中央关于深化党和国家机构改革的决定》、《深化党和国家机构改革方案》。 | 中央委员会全体会议                                                          |
| 中国共产党第十九届中央委员会第四次全体会议                           | 北京        | 2019年10月28日-31日                           | 中共中央政治局                                                         | 通过《中共中央关于坚持和完善中国特色社会主义制度 推进国家治理体系和治理能力现代化若干重大问题的决定》。 | 中央委员会全体会议                                                          |
| 中国共产党第十九届中央委员会第五次全体会议                           | 北京        | 2020年10月26日-29日                           | 中共中央政治局                                                         | 通过《中共中央关于制定国民经济和社会发展第十四个五年规划和2035年远景目标的建议》。 | 中央委员会全体会议                                                          |
| 中国共产党第十九届中央委员会第六次全体会议                           | 北京        | 2021年11月8日-11日                            | 中共中央政治局                                                         | 通过《中共中央关于党的百年奋斗重大成就和历史经验的决议》。 | 中央委员会全体会议                                                          |
| 中国共产党第十九届中央委员会第七次全体会议                           | 北京        | 2022年10月9日-12日                            | 中共中央政治局                                                         | | 中央委员会全体会议                                                          |
| 中国共产党第二十次全国代表大会                                       | 北京        | 2022年10月16日-日                             | 李克强                                                                 | 选举产生了第二十届中央委员会、第二十届中央纪律检查委员会。 | 全国代表大会                                                                |